# 本好きの下剋上
『本好きの下剋上〜司書になるためには手段を選んでいられません〜』（ほんずきのげこくじょう ししょになるためにはしゅだんをえらんでいられません）は、香月美夜による日本のライトノベルおよびそれを原作とするメディアミックス作品。略称は「本好き」。初出は小説投稿サイト「小説家になろう」。2013年9月から連載投稿され、2017年3月に全5部677話で完結した。TOブックスより書籍化刊行され、単行本版が2015年1月から、児童書版が2019年7月からそれぞれ刊行されている。イラストは椎名優が担当。「小説家になろう」に多く投稿されている、異世界でのものづくりのよろこびを描いた作品の一つ。本好きの現代人が死後に生まれ変わった中世ヨーロッパ風のファンタジー世界で、現代知識を駆使して本作りを目指していく。
2015年10月30日から、ニコニコ静画内『ニコニコ漫画(公式)』→『comicコロナ』で鈴華による作画で第一部がコミカライズされている。電子書籍のコミック1巻が2015年12月18日、書籍のコミック1巻は2016年6月25日に発売され、TOブックス初のコミック販売になる。2017年9月9日にドラマCDも発売された。第二部以降は複数の漫画家により並行してコミカライズが行われており、波野涼が担当する第三部が2018年4月30日から、鈴華が担当する第二部が2018年9月24日から、勝木光が担当する第四部が2020年12月24日から連載されている。
本編は完結したが、2017年4月28日から別人物視点で後日談を語る番外編『本好きの下剋上 ハンネローレの貴族院五年生』が刊行されている。

## あらすじ
現代日本に暮らす本須麗乃（もとすうらの）は、念願である図書館への就職が決まった日に亡くなってしまう。もっと多くの本を読みたかった、そんな未練を抱いた彼女は気が付くと異世界の幼女マインとしての体を持っていた。
物語の主な舞台となるのは、魔法の力を持つ貴族に支配される中世然とした異世界の都市エーレンフェスト。厳格な身分制度の中、現代日本の知識を持つ少女マインが、本を手に入れるために成り行きで出世していく。

### 第一部 兵士の娘
第一部では、平民の娘マインが幼馴染の少年ルッツと紙を発明した後、神官長フェルディナンドと出会い巫女見習いとなるまでが語られる。
マインはこの世界で麗乃の意識を持ってから大好きな本を探すが、紙がなく、羊皮紙による本も高価であることを知り、本作りを志す。マインは病弱で家族も貧しく紙を作るための材料集めにも不自由するが、現代知識を活かして身の周りを改善するうちに、ルッツと親しくなる。マインは商人を志すルッツを助けるため、ルッツと共同で植物紙を開発することをまだ若い商人ベンノに提案する。ベンノは平民離れした身綺麗さと年齢不相応の知識を持つマインに特異性を見出し、マインとルッツの工房に出資し、商人見習いとして教育する。以後、ベンノは二人のために親身でありつづける。
紙は完成したが、マインは自身が身食いと呼ばれる病であることが分かる。身食いの症状で死にかけたマインはベンノが手配してしたフリーダの壊れかけの魔術具を譲り受けて何とか命をつなぎ止めた。フリーダはこのままではマインの余命が1年ほどであり、譲れる魔道具はもうないため、貴族に服従を強要されて生き延びるか、家族と一緒に暮らして死ぬかを選択するように告げるが、家族で話し合って朽ち果てることを決めた。
洗礼式で神殿に図書室があることを知ったマインは本を読むために巫女見習いになることを決めるが家族の反対にあう。神殿に断りを入れるも、神殿に自身が身食いであることを知られてしまう。神殿に両親が召喚され、神殿長にマインの身柄を召し上げられそうになるが、マインの家族が命をかけて抗議し、貴族と同等の青色巫女見習いと遇されるとともに自由な身が保証される。

### 第二部 神殿の巫女見習い
第二部では、神官長フェルディナンドに庇護され神殿で貴族のように遇されるマインが、印刷技術を開発して本作りの集団グーテンベルクを結成したことと、愛する家族を陰謀から守るために絶縁して領主の養女となったことが語られる。
マインが入った神殿は、貴族の血筋の青色神官 / 巫女と、孤児出身で青色に仕える灰色神官 / 巫女による身分社会だった。平民でありながら青色巫女見習いとなったマインは神殿内部や貴族から敵意を受けるが、マインの能力を認める神官長フェルディナンドに擁護される。マインは工房長として印刷技術の確立に動き、また、高い魔力を大勢に示したことで、その能力・知識を独占しようとマインを拉致する企みもあった。
フェルディナンドはマインの身を案じて貴族との養子縁組を斡旋する。しかし、前世での母との薄い関係を悔いたために今世での家族を大切に思うマインにとって、養子縁組は受け入れがたい選択だった。マインの周囲の大人は、マインを守るために協力するが防ぎきれず、貴族の害意は家族にも向けられる。第二部の終わりでは、印刷技術の革新性を理解した領主ジルヴェスターが、マインに偽造された身分を与えた上に自身の養女とすることで、マインとその家族の安全を守る。そのためにマインは愛する家族との絶縁を余儀なくされる。

### 第三部 領主の養女
第三部でマインは、貴族としての偽の身分とローゼマインの名が与えられ、領主の養女になる。神殿長を務め、印刷業やレストランを経営する傍ら領主家族とのふれあいや問題に向き合っていく。また、魔力の塊を解消できる薬ユレーヴェを知り、素材を求めて神事で各地を回りながら素材を集めていく。最後にはアーレンスバッハ系の貴族の陰謀で命を落としかけ、二年の眠りにつくまでが語られる。
フェルディナンドの診察により幼少時にマインが一度死んだことが明かされ、それによる魔力の塊を治すために特殊な魔法薬ユレーヴェが必要だと知らされる。素材を採取する一方で、神殿長として仕事をするも前神殿長が残した問題と向き合っていく。兄ヴィルフリートに絡まれ一日入れ替わることを提案しヴィルフリートはローゼマインが神殿長、孤児院長、工房長の仕事を平然とこなすことに驚き、ローゼマインはヴィルフリートがかなり甘やかされてきたことに驚き、それを改善させようと躍起になる。
冬になり貴族の子供が集まる子供部屋で聖書をかみ砕いた内容の絵本やかるたによる反応は上々で購入する貴族がいる中、購入できない貴族にはローゼマインが知らない物語を提供することで貸し出されることが決まり喜ぶ子供がいたことに安堵する。春になり前神殿長の姪かつ領主の姉ゲオルギーネの来訪で領主夫婦に緊張が走るも問題は起こらず過ぎ去って行く。秋の素材採取でダームエルに教授した魔力圧縮がエーレンフェストに必要だと領主の口から語られ、魔法薬の製作を優先することを条件に教授すると、大人でも有効であると太鼓判を押される。妹のシャルロッテとお茶をしていると飛び込んできたヴィルフリートに中断されひと騒動となる。シャルロッテの洗礼式にシャルロッテが誘拐されかけるもローゼマインが体を張り救出する。しかし、魔力を固める薬を飲まされ生死の境を彷徨う。フェルディナンドはマインを魔法薬ユレーヴェに浸らせ治癒のため想定以上に長い約二年の眠りにつかせる。

### 第四部 貴族院の自称図書委員
第四部では、貴族院へ進学したローゼマインが図書館の魔術具の機能を成り行きで回復させ、図書委員を自称したこと、派閥の対立を越えて領地の生徒たちを協力させ敵対派閥の子供たちから信用を得たこと、他領地の貴族や王族と交流を持ったこと、また、王の権力の源である聖典グルトリスハイトが失われており、新たな政治紛争が起きうることや領地間の対立などが語られる。フェルディナンドはローゼマインとの家族としての強い絆を得ていたが、第四部の結末では対立する領地アーレンスバッハへ婿入りせよとの王命が下り、二人は離れ離れとなる。
毒薬を飲まされ目覚めなかった二年間で成長した兄ヴィルフリートと妹シャルロッテに戸惑いを感じながらも貴族院へ入院するための教育が施され、無事に入院するも王族や他領の領主候補生に嫌味を言われてしまう。図書館へ早く行きたいローゼマインにヴィルフリートの提案で初日の講義で全員合格を目指すこととなった新一年生。努力の甲斐もあり初日全員合格をもぎ取り図書館に入ったローゼマインは喜びのあまり多大な祝福を振りまき、王族が制作したものの、一時的に管理者が政変により不在となっていた魔道具シュバルツとヴァイスの主となるも、王族から奪ったと言いがかりをつけられ他領と問題を起こしてしまう。帰還命令が出されエーレンフェストへ戻るローゼマインを待っていたのは養父であるジルウェスターとフェルディナンドのお説教及び尋問だった。
神殿へと戻り神殿長としての仕事をこなす傍ら、印刷業の仕事を本格的に始めるため様々なことをオティーリエと相談する。貴族院へと戻り王族と他領とのお茶会をこなし一年目が終わりローゼマイン式魔力圧縮の講座を終え、祈念式を各地で行う中、聖典の通りに行うことで祭壇などが現存している地域では、今以上の効果を発揮することが判明する。二年目の貴族院でもローゼマインはシュタープを神器へと変化させ、回復薬の調合と優秀な成績を収め昨年同様、初日全員合格の快挙を達成する。魔石採取の途中、魔獣に襲われ退治するも採取場所が荒れていることに気付き再生の儀式を行ったローゼマインに帰還命令が下される。養父から祈念式で行った儀式が聖典とどう違うのか調べるよう命令される中、採取場所で行ったことを聞くため呼び出され聖典検証の問題にまで発展する。王命でフェルディナンドがアーレンスバッハのディートリンデに嫁ぐよう下されエーレンフェスト内は困惑する。そんな中、エーレンフェストの神殿からローゼマインとフェルディナンドを恨む貴族一派により聖典が盗み出されてしまうが、ローゼマインの感で城にあってアーレンスバッハへ送られるところを取り戻した。

### 第五部 女神の化身
第五部では、フェルディナンドがいなくなった状態で奮闘するローゼマインの姿が語られる。
粛清が前倒しになり、貴族院では旧ヴェローニカ派の子供たちが名捧げを強要されることになる。神々のご加護を受ける実習でエーレンフェストの学生が多数の神々のご加護を受けたことで、神事の重要性が見直されることになる。そこでダンケルフェルガーと共同研究を行うことになるが、ダンケルフェルガーの領主候補生であるレスティラウトと諍いになり、ローゼマインと婚約を賭けてダンケルフェルガーと嫁取りディッターを行うことになる。だが、これは実質嫁盗りディッターとなっていた。卒業時の奉納舞で起こったアクシデントにより、ディートリンデが次期ツェント候補であると中央神殿が発表してしまう。エーレンフェストに戻ったローゼマインに待ち受けていたものは、上位領地としての地位や立場についていけない領内の貴族の大人たちの姿だった。
王族の要請により貴族院の図書館の古い資料を調べているうちに、ローゼマインこそが最も次期ツェントに近い存在であることが判明し、ジギスヴァルト王子との婚約を強要される。交渉の末、1年の猶予を勝ち取ったローゼマインたちはその間に領内改革を進め引き継ぎを終える。4年生の貴族院で神事を行ったローゼマインは、始まりの庭で出会ったエアヴェルミーンに呼ばれた育成の神アーンヴァックスの力でほぼ成長が止まってしまっていた肉体を強制的に成長させられる。これによりローゼマインは本来の年齢に相応しい姿に育つと共に真のグルトリスハイトをも授かるが、その際にフェルディナンドが少年時代の時にグルトリスハイトを得て、本物のツェントの資格を有しており、ユルゲンシュミットの礎を満たしてユルゲンシュミットを守る役割を背負っている事実を知る。だが腐敗した王族を嫌っているために自分に反発ばかりして役割を果たそうとしないフェルディナンドにエアヴェルミーンは苛立っており、彼を殺してお前が代わりにそれを果たせと命じられるも拒絶。その後エーレンフェストに戻ったローゼマインはグルトリスハイトの情報をもとに、領内の貴族とともにアーレンスバッハからの侵攻に備える。ディートリンデがレティーツィアを騙してフェルディナンドに毒を盛った上で、ランツェナーヴェと組んで中央に侵攻し、同時にゲオルギーネがエーレンフェストへの侵攻を開始したことを知ったローゼマインは、フェルディナンドを救出するためにダンケルフェルガーの協力を取り付けてアーレンスバッハに逆侵攻をかける。このアーレンスバッハの一連の反逆行動にはユルゲンシュミットの外の世界にあるランツェナーヴェの意思が関わっており、アーレンスバッハは利用されているに過ぎなかった。
ランツェナーヴェと組んでいたアーレンスバッハを打倒し、全ての戦いを終わらせたが、その過程でアーレンスバッハの礎を染めてアウブとなってしまう。また女神メスティオノーラを己の身体に一時的に降臨させ、ユルゲンシュミットの礎を満たすために神々によって身体に莫大な神力が注ぎ込まれた事によって、女神メスティオノーラの化身とも呼ばれるようになる。真のグルトリスハイトを所持し神力をも宿すことで王族より上位の存在となったローゼマインは、もはや神々の求める役割を果たせなくなっていた王族を更迭すると共にエグランティーヌを新しいツェントに選出。ユルゲンシュミットの新体制を構築した。だが人の身では宿す神力に長期間は耐えられず、早く消費してしまわなければ命が無いという危機にも陥る。その後フェルディナンドと共にこれを解決したローゼマインは、彼と婚約してアーレンスバッハの正式なアウブに就任。自らの領地となったアーレンスバッハをアレキサンドリアと改名して図書館都市建設に邁進。また、領地に下町の家族を呼び寄せる事でかつてのエーレンフェスト内での契約魔術を無効にしたローゼマインは、領主としての政務の傍ら、休みの時には家族の所に出向けるようになり、マインであった頃の日々も取り戻した。

### 番外編 ハンネローレの貴族院五年生
本編終了から半年後の後日談がハンネローレの視点で描かれる。

## 登場人物
担当声優は ドラマCD版（第1弾・第2弾） / テレビアニメ版・ドラマCD版（第3弾以降） / ハンネローレの貴族院五年生ドラマCD 順に表記。一人しか記載がない場合は、テレビアニメ版・ドラマCD版（第3弾以降）のキャスト。

### 主人公
本須 麗乃（）
声 - 沢城みゆき / 井口裕香 / 未登場
マインの前世だった人物。本が好きで本を読むことを生き甲斐としており、いつかは世界各国の図書館を回り本を読んでみたいと思っていた。大学を卒業し図書館の司書勤務が決まっていたが、地震により自室に積み上げられた本が倒壊し本に埋もれる形で死亡する。
麗乃が本以外に興味を示さなかったので、母親が何か別の物にも興味を持つよう自らの趣味に付き合わせていた。それらの経験や知識がマインとなった後の人生で大きく役立つことになる。
マイン
声 - 沢城みゆき / 井口裕香 / 未登場
本作の主人公。エーレンフェストの下町の兵士ギュンターと染物工房で働くエーファの次女。紺色のストレートの髪に金色の瞳。
同年代の子供と比べ小柄。非常に病弱で、謎の熱病を患っている（後に「身食い」と判明）。本須麗乃の記憶が蘇ってからは下町の不潔さに戸惑っていたが、徐々に環境に適応していく。トラブルメーカーであり、本に執着すると後先考えずに行動するため、頻繁にトラブルを引き起こす。マインとしての生活が長くなるにつれ、マインとしての家族にも親愛の情を抱くようになる。
自分を取り巻く環境に本が存在しないため、本作りを志す。本を作成するために必要な紙（羊皮紙）が非常に高価なため、ルッツの協力を得ながら、前世の知識を元にパピルス、粘土板、木簡・竹簡の製作を試みるも失敗、最終的にベンノの援助を得て、植物から紙（製法的には和紙に近い）を開発に成功する。
身食いであることが神殿関係者に知られたことがきっかけに、青色巫女見習いとして神殿に務めるようになる。神殿に入ってからも、神殿の人物や下町の職人たちを巻き込みながら、インクやステンシル印刷などを印刷技術の確立にまい進する。印刷技術の開発資金、神殿で必要な費用を稼ぐために菓子のレシピや髪飾りの製法などを商人相手に売るなど、多くの面で前世の知識を活用している。ベンノに売った商品から得る利益は大きく、かなりの額を所持している。孤児院長を務め、率先して働く姿勢から子供たちの信頼も得る。
マインは襲ってきた他領の貴族に反撃したが、マインが平民の立場であれば連座で処刑されてしまう家族を守るために領主の養女になることを決めたため、契約魔術により家族との縁を切られ、便宜上は死亡した扱いとなった。
作者によれば、当初は引っ込み思案で自分　では動けない性格だったが、それだと物語が進まないと感じ現在の性格となったという。
作中では本須麗乃がマインになったとマイン自身も考えているが、作者によれば「マインが麗乃の人格や記憶を手に入れた結果、自分をマインではなく麗乃だと思うようになった」とのこと。
『このライトノベルがすごい!』女性キャラクター部門では2018年版で2位、2019年版で5位、2021年版で3位、2022年版で5位、2023年版で4位を獲得。
ローゼマイン
声 - 沢城みゆき / 井口裕香 / 井口裕香
マインの貴族としての名前。貴族では短い名前は外聞が良くないため設定上の生母とマインから名付けられた。
設定上はカルステッドと故人である第三夫人のローゼマリーの娘。魔力が豊富なローゼマインをいらぬ争いから避けるために神殿に預けられていたが、事情を知らない前神殿長が何を勘違いしたのか平民と嘯いていただけなのだ、という話になった。孤児院の惨状を憂いたローゼマインは工房を建てて孤児達が自立できるよう仕事を与え、幼いながら懸命に孤児達に教育する姿を見たジルヴェスターは心打たれ、また彼女の工房の仕事にこの領地の新たな産業を見いだしたが、魔力の豊富な彼女を狙って他領の貴族に襲われてしまう。確固たる地位を与えて守るために、ローゼマインを養女とすることに決めた――という筋書きになっている。マインとしては洗礼式を受け一年が経過しているが、カルステッドの実子として洗礼を受けるため、ローゼマインとなる際に洗礼式前の7歳（本来は8歳）とされた。またカルステッドの第二夫人と第三夫人の実家同士の争いを再燃させないために生母は公表せず、第一夫人であるエルヴィーラの娘として洗礼を受け、直後に領主の養女となることが発表された。
領主の養女となった後は神殿長、孤児院長、工房長を兼務し、養女としての教養の勉強、神殿長としての神事、孤児院長としての仕事、工房長としての仕事に加え魔術の訓練と、ジルヴェスターらに成人前の子供がする仕事量でないと驚かれるほど多忙な生活を送る。シャルロッテの洗礼式後の襲撃で、シャルロッテを助け出す上で攫われ毒薬を飲まされてしまう。身食いで成長が遅かった原因を取り除くため、ユレーヴェに浸かることになるが、毒薬の影響もあり、二年間も眠りについてしまう。初めは義兄となったヴィルフリートや義妹となったシャルロッテをフォローする立場であったが、二年間の歳月が経ち目覚めると、フォローされる側になっていた。発明品による契約で、眠っている間に子供部屋で使われる予算が増えていたことにフェルディナンドも驚くほどだった。
目覚めてから貴族院に入るまでの短期間でフェルディナンドに鍛えられたおかげで貴族院で学ぶ内容は全て把握するも、貴族としての対応を間違えていたりと危ない面もあり、何かとトラブルの中心にいる。報告を聞いている保護者たちが頭を抱えていることを知らない。三年生以上では領主候補生コースを取りつつ、司書になるため文官コースを取っている。三年時に四十三もの加護を得たことで祝福が溢れるようになる。シュタープを神具に変えることが出来、一人で再生の儀式を行い成功させるなど中央神殿に目を付けられることとなる。騎士がシュタープを剣と盾に分けられるように、同時に神具を二つ使用することが出来る。扱う魔力が多く加減しなければ魔石を金粉化させてしまうほどで、加護を得てから祝福を行ってもなかなか減らず制御が甘くなっている。アンゲリカの成績向上のため騎士コースの内容も把握しており、ルーフェンに騎士コースを受講するよう要望されるが体力がないと断っている。三年連続最優秀の成績を維持していたが、四年目はとある出来事から最優秀になれなかったことをエグランティーヌは惜しいと零している。
社交関係は授業では一発合格をとるほど知識では問題ないが、実際の場になると本が絡むとテンションが上がり気絶したり、王族相手に無礼ともされる行為を自覚なく行うなど問題が多い。一方、王族相手の不敬ともとれる行為は良くも悪くも王族に悪意や関心がないということが伝わっており、エーレンフェスト上層部に王族には関わるな・逆らうなと言い含められるも王族側から接触するようになったため関わりを断てず、本人の洞察力も合わさって王族の心中の望みを叶えていく結果となり逆に親交を深めるようになる。その魔力量と聖典やフェルディナンドから得た知識を駆使することで廃れた神事を復活したりその価値を周囲に再認識させたことで、ユルゲンシュミット全体にも影響をおよぼすようになっている。ダンケルフェルガーと共同研究で神々の加護の取得についての発表では注目を集め一位となり、加護の取得の重要性が見直される結果となった。
フェルディナンドの進言によりジルヴェスターの命で一年時にヴィルフリートと婚約する。下位領地ばかりではなく、クラッセルブルク、ダンケルフェルガーを始め上位の領地からもかなりの優良物件と認識されており、婚約がなければ上位領地から圧力がかかるところであった。レスティラウトやアウブ・ダンケルフェルガーの第一夫人からはローゼマインがエーレンフェストに釣り合わないことを指摘される。
ユレーヴェで眠っていた二年間の間に「エーレンフェストの聖女」としての噂を広められ有名になる。これはローゼマインを領主の養女とするにあたって、貴族たちに説得力をもって説明するため、都合よくまとめた美談から生み出されたローゼマイン像のこと。しかし、美談のほとんどが嘘ではなく実力と実績が伴っており、領主の養女となったあとも新たな聖女伝説を生み出し続けている。
第五部で、エアヴェルミーンの見立てによりローゼマインの肉体が幼いまま成長を止めている事が分かり、育成の神アーンヴァックスの加護で無理やり年相応に成長させられる。その結果、子供らしい丸みを帯びていた顔は少しほっそりと輪郭を変え、愛らしさのあった顔立ちは玲瓏とした美しさに変わり、すんなりと伸びた指先に子供の丸みはなく、しなやかさを持つ。身体は女性らしい柔らかさを帯びているけれど、未完成という雰囲気で、成人を前にした少女だけが持つ特有の儚い美しさを持つ、まさに絵画に描かれるメスティオノーラそのものな容姿に成長したため、中身を知らない人が見たら聖女とか女神と言われても微塵も疑われない隔絶した美女となる。また治療のため幾度もフェルディナンドの魔力に染められたため、魔力で個人を認識する神々からはフェルディナンドと見分けがつかないほど同一の魔力持ちとなっており、授けられたメスティオノーラの書も元の一つからローゼマインの物とフェルディナンドの物とで6：4～7：3位に分かたれた状態である事も判明する。始まりの庭でのやり取りの際に英知の女神・メスティオノーラを一時的にその身に降臨させ、他の神々からも神力を注がれた事で巷では「女神の化身」として知られるようになり、王族よりも上位の存在でありツェントを選出しグルトリスハイトを授ける権利を持つ貴人として扱われるようになってしまう。
最後はアーレンスバッハの正式なアウブに就任して領地名を前世の知識からアレクサンドリアへと変更。図書館都市建設計画を進める。またフェルディナンドとも婚約しついに本当の家族となる。ローゼマイン当人はフェルディナンドには懸想していないと言い張るが、傍から見ると「何を言っているんだ」というほど恋をしているようにしか見えない模様。またエーレンフェストを出たため、かつて家族と引き裂かれる事となった契約魔術が効果範囲外として無効化され、一度は断ち切られた家族の絆も取り戻した。

### 第一部
トゥーリ
声 - 中原麻衣 / 中島愛 / 未登場
マインの実姉。ギュンターとエーファの長女。当初はマインに振り回されることもあったが、それでもマインのことを大切に思っている。マインにとっても大切で大好きな姉。洗礼式を迎えてから針子として働いている。もともとコリンナのもとで働きたいと思っていたが、領主の養女となるマインとの約束を守るために努力を重ねギルベルタ商会のダプラ（将来的に幹部となる徒弟契約）となる。順調に職人としての腕を上げており、ローゼマインの専属の髪飾り職人となっていく。
初恋はベンノだが、恋心に気付くと同時に失恋する。後に親同士の話し合いでお互いに貧民街出身で大店のダプラになっているルッツと婚約した。
エーファ
声 - 依田菜津 / 折笠富美子 / 未登場
マインとトゥーリの母親。染色職人。ギュンターとは今でもラブラブで第二部でカミルを授かる。
ギュンター
声 - 伊達忠智 / 小山剛志 / 未登場
マインとトゥーリの父親。エーレンフェストの兵士。南門の班長を勤め、後に東門に異動、マインが死亡扱いとなった後に東門の士長に昇進する。親馬鹿でトゥーリの洗礼式に仕事が入り気になってそわそわして上級貴族から睨まれるも気にしなかった。身分差も顧みず家族を守ろうとするローゼマインの理想の男性。
ルッツ
声 - 堀江瞬 / 田村睦心 / 未登場
マインと同じ歳の幼馴染。金髪に翡翠色の瞳。マインの性格や体調を熟知しており、マインが暴走した際に掣肘することも多い。
マインの中に異世界の人間の記憶があることを知った最初の人物。第一部の中盤でマインの言動から彼女の中に別の人間の人格が入り込んでいると薄々感づいており、本人にそれを問い質したことで確信した。
四人兄弟の末っ子で、食べ物を兄に取られるなど家庭内では肩身の狭い思いをしていた。マインが作ったパルゥケーキに感動し、以降マインの面倒を見るようになる。当初は旅商人に憧れていたが、ベンノの指摘を受けてマインと共に商人見習いを目指す。マインと共に紙作りに励み、課題をクリアし商人見習いとして働くこととなる。マインに振り回されるもマインのアドバイスや様々な経験により成長していく。商人として一人前になった後もローゼマインを支える者たちの一人として活躍。成人前にトゥーリと婚約した。
ザシャ
声 - 日野まり
ルッツの1番目の兄。建築関係の仕事をしている。
ジーク
声 - 八重畑由希音
ルッツの2番目の兄。木工職人の仕事をしている。
ラルフ
声 - 生天目仁美
ルッツの3番目の兄。
カルラ
声 - 橘U子
ルッツの母。
フェイ
声 - 花守ゆみり
ルッツの従兄弟で、ラルフやトゥーリと同い年の少年。2歳年下の妹がいる。マインが作った粘土板を壊してしまい、彼女を怒らせてしまう。
オットー
声 - 浜田洋平 / 日野聡 / 未登場
ギュンターの同僚である門番の兵士。焦げ茶の髪に茶色の瞳。重度の愛妻家で、嫁自慢が始まると長い。
かつては市民権を持たない旅商人だったが、コリンナに一目惚れし、持ちうる財産を全て使ってエーレンフェストの市民権を得てコリンナと結婚した。この話は有名で、吟遊詩人らが語るほど。識字率の低い世界で読み書きができるため、門では書類作業の担当として重宝されていた。門番に通うマインに石板を与えたことで、マインの異質さに気付き、徐々に書類作業を任せるようになる。
後にマイン関連でベンノが忙しくなり始めたころから仕事を割り振られるようになり、ベンノがプランタン商会を立ち上げるのと同時にコリンナと一緒にギルベルタ商会の経営に携わることになる。
ベンノ
声 - 武内駿輔 / 子安武人 / 未登場
主に服飾を扱うギルベルタ商会の主。親が亡くなってから、妹を育てながら商会を守った若手の実力者。商売人・工房長としてのマインを後見する。
マインの価値に逸早く気づき商会に取り込んで、マインの知識から得た商品が高値で売れ商会も急成長していく。マインはベンノにしばしば騙されそうになるが、ベンノはヒントを与え、マインを商人として成長させようとしている。本以外に対する関心の無さや商人向きでない性格、マインがあまり注目されないように骨を折っているにもかかわらずマインは市場を揺るがすような案件を次々と発案することに業を煮やすことも多い。服飾専門の店が植物紙などを取り扱うことを嫌うギルド長と対立するなど既得権益に嬉々として喧嘩を売る。
元々服飾を扱う店だったが、マインの商品を取り扱うようになってから手を広げすぎて貴族との取引も一気に増えたことで、ひどくやっかみを受けるようになる。ギルベルタ商会をコリンナとオットーに譲り、書籍や紙を主に取り扱うためのプランタン商会を立ち上げる。ギルベルタ商会と印刷関係を請け負う店を分けて、ローゼマインからプランタンの名を与えられて独立した。また、グーテンベルク（植物紙のベンノ）の称号を与えられている。
身食いで亡くなった恋人のリーゼが未だに忘れられず、それ以上に好きになれる女性がいなかったため結婚する気はないらしい。
マルク
声 - 菊地達弘 / 前野智昭 / 未登場
ギルベルタ商会のダプラでベンノの懐刀。ベンノがプランタン商会の立ち上げるとプランタン商会の所属となる。
コリンナ
声 - 小原好美 / 衣川里佳 / 未登場
ベンノの妹でオットーの妻。トゥーリが憧れる針子。ギルベルタ商会の本来の跡継ぎで、ベンノから厳しく躾けられた。ベンノがギルベルタ商会から独立しプランタン商会を立ち上げたことでギルベルタ商会の経営者になる。マインから商売相手として考えるとフリーダより怖いと評される。ベンノは甘い対応をしていると指摘してくれるが、コリンナは一切指摘しないで笑顔で会話の延長から情報を得ようとするからやりにくいという。長女レナーテ、長男クヌートを授かる。
グスタフ
声 - 伊達忠智 / 中博史 / 未登場
商業ギルドのギルド長であり、オトマール商会の主。白髪に薄いオレンジ色の瞳。
強引な性格であり、マインの商才を見込んでからは、フリーダと共に度々オトマール商会に引き入れようとする。ベンノとは犬猿の仲で、特にマインを取り込んでからの好景気に沸くギルベルタ商会は目の上のタンコブとなっている。ベンノには親切心から口出しをする（ベンノの母親に夫が亡くなった直後に後添えを紹介したり、恋人を亡くしたばかりのベンノに結婚相手として打診したり、ベンノより年上の息子をベンノの妹達の結婚相手として打診したり）が、全て裏目となりベンノに疎まれる要因となっている。
自分の子供や孫娘のフリーダを溺愛しており、身食いのフリーダのために伝手を辿り条件に見合う貴族と契約し、成人後に貴族街へ行っても困らないよう貴族に見合う生活をさせる。マイン曰く、フリーダに関しては完全に孫娘しか見えていないただのおじいさんだったと評されている。
マインが領主の娘となって以降は、ベンノや他の商人共々ローゼマインに振り回されることとなる。
フリーダ
声 - 内田彩
ギルド長の孫娘。桜色のツインテール。
身食いであるがマインと出会った時点で下級貴族のヘンリックと契約して、いずれ愛妾として貴族街で店を持つ予定。マインが自分と同じ身食いと知ってから自ら活発的に行動するようになり、カトルカールの試食会などを行う。お金を数えることが趣味であり、それについて語る時はルッツ曰く本について語るマインと同じ顔をしているという。
初めての友達のマインが倒れたと知り、友達を助けるためと数少ない魔術具を使う。出会った切っ掛けは冬の洗礼式に使う髪飾りの注文。夏に行った洗礼式でトゥーリが着けていた髪飾りをギルド長にねだり、作ったのがマインと知り注文。髪の色や衣装に合わせた物を作るために出会った。マインからカトルカールを教わって以降、何かとマインを招こうとするもマインは冬仕度等の予定があるため家に招くことが出来なかった。
マインが領主の養女となりローゼマインと改名したことを、とある出来事がきっかけで自力で突き止めた。後にイタリアンレストランの共同出資者兼経営者としてローゼマインと関わる。
イルゼ
声 - 山口眞弓
ギルド長の家のお抱え料理人。実家が飲食店で店を渡り歩いて腕を磨いていた。貴族の館で働いていたため、技術は高かったが上に上がれない状況を見た貴族の館の料理長の推薦でギルド長の家の料理長に就いた。
ユッテ
声 - 八重畑由希音
ギルド長の家のお抱え使用人。
イェニー
声 - 長野佑紀
ベーゼヴァンスの側仕えの灰色巫女。クリスティーネの元側仕え。洗礼式で迷子になっていたマインが出会った灰色巫女。マインをベーゼヴァンスに会わせた人物。
マインが青色巫女見習いになってからは、マインの下でクリスティーネがいた頃と同じように過ごすヴィルマとロジーナが許せず、二人を孤児院に戻すためにマインを排除しようとするベーゼヴァンスに助力する。しかしマイン襲撃事件に加担したことにより、ベーゼヴァンス同様に拘束され処罰を受けることになった。

### 第二部
ベーゼヴァンス
声 - 星野充昭
神殿の神殿長。先代領主夫人であるヴェローニカの同腹の弟であり、ジルヴェスターの叔父にあたる。領主に近い家系としては魔力が低く、物心が付く前に神殿に入れられる。ヴェローニカの後ろ盾を得て、不正を犯しても揉み消してくれるために好き勝手している。
マインを富豪の娘だと誤解していた時は好々爺然とした態度だったが、貧民の娘だと知ると傲慢な態度でマインの神殿入りを強要し、激怒したマインに魔力による威圧で気絶させられた。その後もマインが神殿の巫女見習いになったことを疎んじ、マインを追い出そうと様々な手を打つ。第二部の終盤においてビンデバルト伯爵にマインを売り飛ばそうと画策するが、直前にマインが領主の養女となる契約が結ばれていたことで罪に問われ処刑される。最後までジルヴェスターに泣き落としや、ビンデバルト伯爵にすべての罪を着せ言い逃れをしようとしたが、「死罪に値する」と宣言され敢え無く撃沈。とうとう一度もマインに謝罪することなく、神殿長としての地位を失った。
貴族の家を訪れてはことあるごとにマインに対する愚痴をこぼし、マインの悪印象を植え付け事件の切っ掛けとなる。フェルディナンドやジルヴェスターに問い詰められると、マインが神殿の秩序を乱したなどと責任転嫁する見苦しい態度をとる。
フェルディナンド
声 - 櫻井孝宏 / 速水奨 / 速水奨
神殿の神官長。神殿でのマインの保護者。水色の髪に薄い金色の瞳。美形だが苦労性のためか、もしくは常に仏頂面のせいか実年齢より遥かに上に見える。神殿の実務を一手に引き受けている。貴族として育ちながらも神殿にいるなど、謎の多い人物。感情を表情に出すのが苦手。マイン曰く「魔王」「マッドサイエンティスト」。王族を嫌っている。
神事や文官、騎士としても仕事をこなす文武両道で美声で楽器まで演奏できる完璧超人。マインが巻き起こす騒動に頭を悩ませるが、それを利用し邪魔者を片付けるなど腹黒い一面も持つ。マインの教育係も兼任しており、マインに貴族としての嗜みや知識を学ばせる一方で、巫女としての仕事も要求するなどスパルタ。要求するレベルが高いためマインのようにこなせる人物がいないことが不満。何だかんだ文句を言いつつも、虚弱故手がかかるマインを気に入っている。
第二部の終盤、シキコーザが原因で起きた事件を機に「どう考えても普通の少女ではない。君（マイン）は一体何者なんだ」と訝しみ、魔術具を用いてマインと意識を同調させたことで麗乃の生前の記憶を断片的に垣間見ることになり、彼女が別世界の人間の記憶を持つ存在だと知った。
領主の異母弟。領主の母から迫害を受け、生みの母に助けて貰えずに育ったため女性不信（そのため神殿での側仕えに女性がいなく、本人曰く不要。しかし、無償の優しさを見せるマインは例外）。しかし異母兄でもある領主とは仲は良好。貴族院時代は領主候補、騎士見習い、文官見習いの全てのコースを最優秀で卒業。卒業後、命の危機を察した領主により神殿へと移動する。本人としては領主の座に興味はなかった。その生い立ちから、心の底では家族というものへの渇望を抱いている。
ローゼマインの後見人で庇護者。ローゼマインの主治医的立場であり、薬師でもある。体調を整えるにも自家製薬を使うなど生活面、健康面で危ない。ローゼマインが引き起こす問題に頭を抱える。ローゼマインが引き起こす数々の出来事に研究者として興味津々のマッドサイエンティスト。後にとあることで引き起こされた王命によりアーレンスバッハに婿入りすることになる。
第五部で、王族の血を引き、少年時代に強引な手段で始まりの庭に侵入してメスティオノーラの書を授けられ真のツェントの資格保有者となっていた事が判明。しかし散々に王族に振り回されてきた人生であるためこの事を隠していた。後にローゼマインがメスティオノーラの書を授けられた際に、治療のため幾度も彼女の魔力を自分の魔力で塗り替えていたために同じ書を二人で分かち合った状態となる。全ての騒動が終息したあと、ローゼマインと婚約してギュンター一家にも受け入れられ、心の底から渇望していた本当の家族を得た。ローゼマインは女嫌いだったフェルディナンドにとって初めての特別な存在であり、彼女への愛と独占欲は周囲の者が引くほどに非常に重い（フェルディナンド謹製の守護の装身具を大量に身に纏ったローゼマインの姿に、貴族ならすぐに察せられる）。ただしローゼマイン本人だけはその重さに気付いていない。
『このライトノベルがすごい!』男性キャラクター部門では2018年版で8位、2021年版で2位、2022年版で4位、2023年版で5位を獲得。
フラン
声 - 伊達忠智 / 狩野翔 / 未登場
神殿の灰色神官。元はフェルディナンドの側仕えだったが、教育係を兼ねてマインの筆頭側仕えとなる。フェルディナンドに対する忠誠心を持ち、当初はマインの側仕えを命じられたことに落胆していたが、フェルディナンドの真意を悟った以後はマインに協力的になる。
ギル
声 - 三瓶由布子
神殿の灰色神官見習い、灰色神官。神殿一の問題児と言われていたが、マインの側仕えにつけられた。主になったマインに反感を持っていたが、マインから仕事を褒められ、感謝されたことで改心し、心からマインに仕えるようになる。悲惨な孤児院に差し入れをしていたことが、マインが孤児院長に就き、マイン工房の孤児院支店ができるきっかけとなる。マイン工房の担当となり、マインがローゼマインとなってからは、製紙業・印刷技術を教授するために各地に派遣されるようになる。
デリア
声 - 都丸ちよ
神殿の灰色巫女見習い。ベーゼヴァンスの側仕えだが、ベーゼヴァンスがスパイとしてマインの側仕えにつけた。
マインに仕える内に次第に影響され、人間的にも成長を見せ敵対的態度も改善されていき、捨て子だったディルクを弟としてかわいがるようになってほぼマイン側の存在となる。しかし、弟かわいさのあまり神殿長に騙されてディルクとビンデバルト伯爵との養子縁組の契約（実際には従属契約）を結んでしまい、主人に不利益を齎した罪人として側仕えを解任になる。神殿長の連座で処刑されるところをマインの口添えで減刑され命を拾うが、罰として生涯孤児院から出られない立場になったため、孤児院の運営を任される事に。ディルクとの姉弟仲はとても良好で、ディルクが貴族になる事を選んだのもデリアの恩赦を得るため。
アルノー
声 - 伊藤良幸
フェルディナンドの側仕えの灰色神官。優秀だが融通が利かない。フランが前孤児院長のマルグリットに気に入られ可愛がられ寵愛を受けていたのに、それを裏切るようなことをしたことが許せないでいる。
その反感からの嫌がらせとして、マインの側仕えにフランの同輩として問題児のギルを推薦したり、孤児院長室をマインの居室に候補に挙げたり、トロンベ討伐や奉納式でもフランが困るように振舞っていた。
最終的にはビンデバルト伯爵によるマイン襲撃の際に、フラン憎しの感情からわざとフェルディナンドに連絡せず、フェルディナンドが考えていた計画を台無しにする行動をとり、それを問題視したフェルディナンドによって処分されてしまった。
ヴィルマ
声 - 安野希世乃
神殿の灰色巫女。絵が得意で、孤児の面倒をよく見ているため、マインが側仕えに引き立てた。過去の事件で、極度の男性恐怖症だったが、印刷による製本をきっかけに自力で克服する。
ロジーナ
声 - 鈴木みのり
神殿の灰色巫女見習い、灰色巫女。フェシュピール（楽器）の名手。教養をつけさせるために側仕えにつけるようにフェルディナンドがマインに命じた。前の主のクリスティーネの時と同じようにフェシュピールだけに興じて、他の作業をしようとしなかったが、マインから孤児院に戻るか他の側仕えが行っている作業もするように迫られ、またヴィルマから諭されたことで、少しでも音楽に関われるようにマインの側仕えとして残ることを決めた。マインがローゼマインとなってからは、専属楽師となり、ローゼマインに帯同して貴族院等に赴く。
フーゴ
声 - 竹内想
ローゼマイン直属の調理人。
マインにレシピを教わったイタリアンレストランの料理人だったが、失恋を機に宮廷料理人になりたいと言い出した彼をローゼマインが専属としてスカウトした。のちにエラと結婚をする。
エラ
声 - 丸山なぎ沙
マイン／ローゼマイン直属の調理人。
叔父が経営する酒場で料理人見習いをしていたが、成人後に女給を兼ねる家業を嫌い、貴族の料理人を目指していた。料理人を探していたベンノに自分を売り込み、マイン専属の料理人となる。料理にかける情熱は本物で、マインのレシピの魅力に惹かれ、フーゴに追いつくためにより多くのレシピを学ぼうと頑張る。マインが領主の娘となった後は、フーゴと共に領主の城で働くことになる。
ニコラ
声 - 日野まり
マイン／ローゼマインの神殿での側仕えで灰色巫女。
料理好きなため、フーゴやエラの助手として料理の道にすすむ。文字の読み書きができるため、ローゼマインのレシピ集の作成も行っている。いつもニコニコしているためローゼマインからつけられたあだ名は「にこにこニコラ」。
モニカ
マイン／ローゼマインの神殿での側仕えで灰色巫女。
真面目な性分のため、書類仕事を任されている。
カイ
声 - 島田愛野
孤児。ギルの友人。
リコ
声 - 宮本佳那子
孤児。
カルステッド
声 - 浜田賢二 / 森川智之 / 未登場
騎士団長。領主一族に近い上級貴族。ちょっと額が広めの赤茶の髪、薄い青の瞳。領主の護衛も務める。
トロンベ退治の不祥事で新人教育を厳しくすることに加えボロボロになったマインの衣装を新たに仕立てる代金の四分の一を負担する処分を受ける。剣さばきは堂に入ったもので洗練されている。横笛が得意。
マインを養女とする予定だったが、ジルヴェスターの養子とするために実子として引き取ることになった。子供が全員男だったため、娘が出来て嬉しい。
ダームエル
声 - 田丸篤志 / 梅原裕一郎 / 未登場
下級騎士。おとなしくて地味な色合いの茶色の髪に灰色の瞳。
トロンベの討伐でマインの護衛を任命されるが、共に護衛を務めるシキコーザがマインを傷付けたことで処分を受ける。マインの弁護もあり重い処分は回避され、一年間の騎士見習いへの降格とボロボロになったマインの衣装を新たに仕立てる代金の四分の一を負担することになる。その後はマインの専属護衛となり、他領の貴族にマインが攫われそうになり抵抗した際に重傷を負うが、マインの祈りにより回復する。マインがローゼマインとなったことで彼女の護衛騎士となり躍進が期待され、掃き溜めで魔石を拾った幸運な男と言われる。
ローゼマインがマインだった頃からの素性を知っていて信頼が最も厚い彼女の一番の側近。武官としてだけでなく文官としての能力も持ち合わせ、側近達を上手くまとめる能力も高い。様々な折衝をこなすため平民との関わりが多く、身分が低い者も見下さず丁寧に接するので下町の兵士達からの評価も高い。下級貴族でも下位の魔力だったが、ローゼマインから伝授された魔力圧縮法により魔力量が中級貴族の中から下辺りへと大幅に伸びた。しかし、女性には縁がなく降格処分で婚約を解消されたり、同僚の中級貴族の女性騎士ブリギッテと破局（進む道が異なるため自分の意志で断った）している。加護の再取得で縁結びの女神リーベスクヒルフェの加護を授かるも、別れの女神ユーゲライゼの加護も授かり落ち込んだ。女性との縁が繋がらない事を悩んでいるが、自身へ寄せられるフィリーネの好意に気づいていないなど自らチャンスを手放している鈍感な面もある。
ローゼマインの中央移籍では、ローゼマインからは同行か残留かどちらを選んでもうれしいと言われ、下級騎士の未婚の男性を重用しているとローゼマインの体面が悪いことから、フィリーネと結婚する場合はフィリーネとともに中央へ行き、そうでない場合はエーレンフェストに残留すると決めた。
シキコーザ
声 - 石谷春貴
騎士団の騎士だが、一度は魔力不足で貴族を継げないと青色神官として神殿に入れられていた身であり、魔力的には下の下。トロンベ討伐戦でマインの護衛をフェルディナンドより任じられるが、平民であるマインを見下し護衛するどころか危害を加え被害を拡大させたため命令違反で処刑される。
ジルヴェスター
声 - 鳥海浩輔 / 井上和彦・日野まり（幼少時代） / 未登場
アウブ・エーレンフェスト（エーレンフェストの領主）。青味の強い紫の髪を後ろで一つにまとめ、銀細工の髪留めで留めてある。きりっとした意思の強そうな眉と深緑の目。
ヴィルフリート、シャルロッテ、メルヒオール、ヘンリエッテの実父。初対面のマインをからかって遊ぶなど中身は小学生男子。ここぞというところでは領主の役目と責任を果たすが、執務をサボりがちでよく異母弟であるフェルディナンドに押し付けている。目新しいことや面白いことを好んでおり、平民が住んでいる下町にお忍びで行くようなある種の変わり者でもある。
フェルディナンドからマインの価値を知らされ、身分を隠して青色神官としてマインの春の祈念式に同行した。その後、孤児院や工房を見学し、ベンノやルッツ、孤児たちからマインの詳細を聞き、領地のためになると判断してマインにとある魔術具を渡す。他領の貴族からマインを守るため自分の養女とし、家族と縁を切らせた。
基本的には身内に甘い。自らが姉弟間での争いに辟易した経験から、ヴィルフリートを次期アウブに内定し、教育を母ヴェローニカに任せていた。ヴィルフリートも自分と同じ様になるのだと信じていたが、ローゼマインとヴィルフリートが生活を交換した際に、ヴィルフリートが孤児院の子供や商人見習い、灰色神官見習いより劣ることを突きつけられるも認められず、ヴィルフリートの教育に関してフロレンツィアから役立たずの烙印を押された。一方で、他領の貴族をエーレンフェストへ引き入れてマインを略取させようとした叔父の神殿長を処刑、エーレンフェストに入るための書類を偽装した母でもあるヴェローニカを幽閉させるなど領主としての冷徹な面も持ち合わせる。
ディルク
声 - 渋谷彩乃
神殿に捨てられた孤児。デリアの弟。実際には2人の間に血の繋がりはないが、周囲は2人を姉弟として扱っているし姉弟仲も良好。身食いであり、生まれながらに中級貴族レベルの魔力量を持つ。
デリアの先走りにより、ビンデバルト伯爵と養子縁組の契約を結んだが、実は身食いで魔力持ちであることに目を付けた伯爵との従属契約を結ばされていた。その後契約は解除されたが、貴族から身を守るためのローゼマインとの従属契約をデリアに託されていた。
貴族になるための機会が訪れると、デリアや孤児院を守るために貴族となることを希望する。その熱意がとおり、アウブを後見人とする中級貴族として洗礼式を迎えることになった。
カミル
声 - 日野まり
マインの実弟。まだ乳児の時にマインはローゼマインとなっており彼女についての記憶はない。下手に知らせて、誰かに不用意に話してローゼマインの素性が知られたり、契約魔法に触れて死ぬ可能性があったため、ローゼマインとの関係は一切教えられなかった。ルッツが持ってくる本や玩具を楽しみにしており、ルッツに憧れて商人になることを決意する。ローゼマインがアレキサンドリア領のアウブとなりギュンター一家をその地に呼び、エーレンフェスト領限定の契約魔法が無効化されたことで晴れて姉の存在を明かされる。ただし、突然出来た雲上人の姉の存在を受け入れられず、長年の禁弟が解禁されたローゼマインの過剰なスキンシップに振り回されていた。
ディード
声 - 竹内想
ルッツの父。建築関係の職人。商人を好きではない。口下手であり、ルッツが商人見習いになることに対して「勝手にしろ」と言ったため、ルッツは反対していると受け取ったが、本人は商人になることを認めていた。
ヴォルフ
声 - 高階俊嗣
インク協会の会長。貴族と繋がりがあるとされ、マインの情報を探っていた。
グローリエ
声 - 友永朱音
ダールドルフ子爵夫人でシキコーザの母親。マイン（ローゼマイン）のせいでシキコーザが処刑されたとローゼマインやフェルディナンドらを憎んでいる。
クリスティーネ
還俗して貴族に戻った元青色巫女見習い。ヴィルマとロジーナの前の主だった。芸術に造詣が深く、貴族院ではフェシュピールの名手として知られていた。還俗後に機会があれば神殿での側仕えだった灰色巫女を買い取るつもりだったが、結果的に叶わず。
ヨハン
声 - 髙橋孝治
鍛冶工房の見習い。明るいオレンジ色の癖毛の髪を後ろで縛っている。職人肌で繊細な金属加工が得意だが、こだわりすぎて客に細かく質問するためにあまり評価されていなかった。
マインとは鉄筆の依頼で知り合い、以降微細な器具を必要とするマインに重宝されるようになる。成人間近でもパトロンが決まらず注文の実績があるマインを頼り、パトロンになってもらうと同時に金属活字の依頼を引き受ける。
ハイディ
声 - 渋谷彩乃
インク工房の親方の娘。工房の跡取りで、20歳過ぎだが落ち着きがない。インクの研究中は興奮のあまり、本を目の前にしたマインとそっくりなテンションとなり、ルッツたちに引かれている。
ヨゼフ
声 - 高塚智人
ハイディの夫。ハイディの協力で親方になるために必要なベルーフ持ちとなり、工房の跡取りとなった。
インゴ
声 - 岡井カツノリ
独立したばかりのまだ若い木工工房の親方。ローゼマインの専属扱いだが、ハッセの小神殿の整備ではインゴを取り纏めとせずに木工協会に依頼を出したため、専属扱いされていないという評価になってしまった。
ビアス
声 - 岩川拓吾
ハイディの父親のインク工房の親方。ヴォルフの死後、インク協会の会長に就いた。
レオン
ギルベルタ商会のダプラ。青色神官に扮するジルヴェスターの正体に気付くも黙っていた。
マルグリット
前孤児院長だった青色巫女。フランを寵愛し、毎夜隠し部屋に連れ込んでいた。政変後の貴族不足でシキコーザやクリスティーネらが貴族社会に戻る中、灰色神官と関係を持ったために還俗できないことに絶望して自殺した。
エグモント
声 - 岡井カツノリ
図書室を荒らした青色神官。側仕えの灰色巫女を妊娠させて解任したり、ローゼマインを追い出そうとする貴族の一派に利用される。
ザーム
声 - 岡井カツノリ
フェルディナンドの側仕えで、後にローゼマインの側仕えとなった灰色神官。
ロータル
声 - 岩川拓吾
フェルディナンドの側仕えの灰色神官。
ビンデバルト伯爵
声 - 林大地 / 茶風林 / 未登場
マインの誘拐を謀ったアーレンスバッハの貴族。ベーゼヴァンスの協力でマインを我が物にしようする。ジルヴェスターに対し「マインが貴族の自分を攻撃してきた」と述べるも、領主の娘を攻撃したと自ら白状する形となり悪事が露呈してしまう。さらに捕縛された上、ベーゼヴァンスにも裏切られすべての罪をなすりつけられた。
グラオザム
声 - 堀内賢雄
ギーベ・ゲルラッハ。マティアスの父。本人の影武者が3人は存在する。魔力の強いマインに以前から興味を持っていたが、ベーゼヴァンスと交流が深いためフェルディナンドから警戒され、またローゼマイン襲撃事件ではボニファティウスは彼を犯人と直感するが確証を得られなかった。旧ヴェローニカ派の粛正の対象となるもアーレンスバッハへ逃げ延びる。

### 第三部
フロレンツィア
声 - 長谷川暖 / 諸星すみれ / 未登場
ジルヴェスターの第一夫人。二男一女の母親で、後に女の子を出産。養子縁組によりローゼマインの義母となる。一見しておっとりとした美女だが、ミニジルヴェスターであるヴィルフリートの手綱を取る様子からローゼマインは肝っ玉母ちゃんの印象を持つ。ジルヴェスターを押さえられるだけではなく、フェルディナンドにも釘を刺せる人物。
ジルヴェスターより二つ年上で、貴族院時代のジルヴェスターのなりふり構わない求愛でフレーベルタークから嫁いできた。余所から来た者にはひどく厳しい義母のヴェローニカに疎まれ、ヴィルフリートを生んだ直後にヴェローニカに取り上げられてしまい、何もしてやれなかったことを恨んでいる。ヴィルフリートがローゼマインの提案で一日生活を取り換えたことで、ヴィルフリートが洗礼式を終えても文字もかけない状態を知った時は、怒りを押し殺してローゼマインの意見に真剣に耳を傾けた。ヴィルフリートを廃嫡の危機から救い、派閥の勢力図を塗り替えたローゼマインに感謝している。
ヴィルフリート
声 - 藤原夏海 / 寺崎裕香 / 寺崎裕香
ジルヴェスターとフロレンツィアの長男。ローゼマインと同い年だが、洗礼式がヴィルフリートは春、ローゼマインは夏のため、義兄になる。ジルヴェスターにそっくりな性格で、ローゼマイン曰く、ミニジル様。
ジルヴェスターの意向により次期アウブに内定していたが、ヴェローニカに甘やかされて育ち、勉強嫌いで側近から逃亡するため、洗礼式後にもかかわらず、文字が読めず、フェシュピール（楽器）の音階すら押さえられない有様だった。ヴィルフリートからは自由気ままをしているように見えるローゼマインに嫉妬して突っかかっていたが、ローゼマインの策略で生活を入れ替えてみると、孤児達や商人見習いや灰色神官見習いより劣ることを自覚し、フェルディナンドが廃嫡をちらつかせたことで、勉強に取り組むようになり、貴族のお披露目では領主の子の面目を保つことができた。しかし、ヴェローニカ派の貴族に唆され幽閉されたヴェローニカに無断で会う罪を犯したことで、次期アウブの内定を取り消された。
貴族院では優秀者に選ばれるほどだが、空気を読めないことがあり、ローゼマインが社交ができない自分よりも社交に向いてないと感じたほど。ローゼマインを上位領地に奪われないために10歳でローゼマインと婚約し、これにともなって次期アウブに復帰したが、ローゼマインの後ろ盾と考えられているライゼガング系の不興を不用意に買ったり、ライゼガング系の支持を取り付けるために粛正直後で根回しができていないライゼガングへ向い年寄り達に厳しい言葉を投げかけられるなどし、次第にローゼマインとの婚約を不快に感じるようになっていく。ローゼマインがジギスヴァルト王子の第三夫人になることが内定して婚約を解消することになったが、肩の荷が下りたのかローゼマインが戸惑うほどローゼマインへのギスギスした態度が消え去った。
シャルロッテ
声 - 小原好美 / 本渡楓 / 未登場
ジルヴェスターとフロレンツィアの長女で、ローゼマインの義妹。
会う前からローゼマインに憧憬の念を抱いており、洗礼式で神殿長であるローゼマインから祝福を与えてもらう。お披露目と社交の後、北の離れへ戻るところを誘拐されるが、ローゼマインが追跡してシャルロッテは救助されるも、今度はローゼマインが別者に誘拐され、その時飲まされた毒の影響で長い眠りについてしまう。シャルロッテはローゼマインの代わりを務めようとするが、ローゼマインと同じようにできない自分に自信をなくしてしまう。ローゼマインが激マズの回復薬を飲みながら領地を巡って神事を行っていることを知り、ローゼマインは憧れや嫉妬などを超越した存在であるとして信者になってしまう。ローゼマインからの恩義に報いるべく、ローゼマインに不足している社交面をサポートする。
ヴィルフリートが次期アウブ内定が取り消されたにもかかわらず、ローゼマインとの婚約によって次期アウブに返り咲いたことを不服に思うものの、それ以外の解がないことも理解している。ヴィルフリートとの兄妹仲は良いが、ヴィルフリートの側近達の増長やそれに気付かないヴィルフリートに不満を溜め込んでいる。
エルヴィーラ
声 - 浅野真澄 / 井上喜久子 / 未登場
カルステッドの正妻。深緑の髪、黒の瞳。
前ギーベ・ハルデンツェルの娘であり、前ギーベ・ライゼガングの孫娘でもある。そのためライゼガング系貴族の出身であるが、フロレンツィアやフェルディナンドなどヴェローニカに迫害されている貴族を守るためにフロレンツィア派を立ち上げた。
貴族としては情が厚い方で、血のつながらないローゼマインのことを実の娘のように優しく見守っている。その一方で貴族としての心構えもしっかりしており、第三夫人であるローゼマリーの娘の（ということになっている）ローゼマインを裏の事情を呑み込んだうえで母親として洗礼式を受けさせたり、家中のバランスをとるためには敢えて警戒している第二夫人のトルデリーデに肩入れすることもある。
ローゼマインが来るまではヴェローニカの天下だったため、エックハルトは名捧げの主のフェルディナンドが神殿入り、ランプレヒトは家族を守るためにヴィルフリートの護衛騎士に、コルネリウスは兄二人の苦労を見てやる気なしとなっており、しかも第二夫人のトルデリーデが息子のニコラウスを跡継ぎにしようと画策するなど先行きの見えない状況に陥っており苦労していた。ローゼマインが来てからはヴェローニカの失脚もあって状況が変わり、息子たちの立ち位置も好転、カルステッドとの仲も政略結婚からの義務感ではなく心を通わせることができるようになった。このことから、ローゼマインには感謝している。
本人はフェルディナンドの熱烈なファンであり、ローゼマインが印刷業の寄付金集めでフェルディナンドのイラストを販売することに乗り気である。派閥の同志と共謀してフェルディナンドには内緒で彼をテーマにしたイラストや書籍を販売している。売り上げは上々らしい。
ユストクス
声 - 間島淳司 / 関俊彦 / 未登場
フェルディナンドの側仕えの上級貴族。リヒャルダの息子。
変わり者が多いエーレンフェストの貴族の中でも、とびきりの変人。情報収集や素材集めが趣味で、興味があることにはどこにでも赴く自由人である。情報を手に入れるためなら変装すらいとわず下町の人間や下人になり切る。女性派閥のお茶会の情報を手に入れるために、実の妹のグードルーンに変装したりしている。文官としても優秀で、ローゼマインを見物するために徴税官として付き従がったり下町の商人たちとやり取りすることもできる。戦闘の心得もあるらしく、信頼できる側近の少ないフェルディナンドの護衛騎士の代わりを務めたり、身を守ることができない者は連れていけないはずのフェルディナンドのアーレンスバッハへの婿入りに連れていかれたりもしている。
情報の精度を問わずなんでも集めてくるがその情報を自分でどうするかは考えていないため、情報をうまく利用するという理由で強引に名捧げを行ってフェルディナンドの側近になった。
OVA外伝第1章ではフェルディナンドから巫女見習いになるマインについての情報をエックハルト共に調査を命じられる。
エックハルト
声 - 小林裕介
カルステッドの長男。濃い緑の髪に青の瞳。ハイデマリーという妻がいたが、耐性のあった自分は助かったものの、お腹の子供とともに毒殺されている。
フェルディナンドの護衛騎士。フェルディナンド至上主義で、信頼を得るためにフェルディナンドに名捧げをしている。ローゼマインの出生を知っており、同腹の妹となったローゼマインが何かとフェルディナンドを煩わせるにも関わらず、名捧げすることなくフェルディナンドの信頼を得ていることを妬ましく思ったこともあるが、ローゼマインとフェルディナンドの関係性に驚きの連続であり、ローゼマインが領主一族・神殿長という立場でフェルディナンドの負担を減らし、フェルディナンドを心配して小言を言うなど、嫉妬心は吹き飛んでいる。
OVA外伝第1章ではフェルディナンドから巫女見習いになるマインについての情報をユストクス共に調査を命じられる。
ランプレヒト
声 - 鳴海和希 / 未登場 / 未登場
カルステッドの次男。父親に似た赤茶の髪に明るい茶色の瞳。
ヴィルフリートの護衛騎士。ヴィルフリートの廃嫡問題でオズヴァルトから辞任を持ちかけられて心揺れたが、エックハルトから諌められ、ヴィルフリートに仕え続けることを決意する。
アーレンスバッハの上級貴族アウレーリアと結婚したかったが、情勢の変化で別れざるを得なくなった。しかし、アーレンスバッハから圧力がかかり結婚を認められている。
コルネリウス
声 - 依田菜津 / 山下誠一郎 / 未登場
カルステッドの三男。若葉のような明るい緑の髪に黒い瞳。
兄二人の苦労を見て、上級貴族としてそこそこ頑張ればいいというやる気なしの状態に陥っていた。ローゼマインの護衛騎士となったのもエルヴィーラから頼まれたからという側面が大きく、当初は乗り気ではなかった。しかしローゼマインが襲われてからは覚悟を決め、今度こそ守る、と魔力の増幅、勉強を頑張っていた。ローゼマインの騎士となったことで、主であるローゼマインに恥ずかしくない成績を収めるようになる。現在ではローゼマインとの仲もとても良好で、主を守るためならたとえ保護者のフェルディナンドや異母弟のニコラウスでも必要以上の接近は拒むなど極度の過保護状態に陥っている。
トルデリーデ
カルステッドの第二夫人。ヴェローニカの元側仕えで、名捧げをしている。ヴェローニカによりカルステッドの第二夫人となり、ヴェローニカはトルデリーデの子ニコラウスをカルステッドの跡継ぎにしようとしていた。生前のローゼマリーと対立しており、平民上がりという噂が立つようなローゼマインも嫌っている。
ヴェローニカを幽閉したジルヴェスターに反感を持っており、カルステッド家に集まる情報をゲオルギーネに名捧げした貴族に流していたため、旧ヴェローニカ派の粛正で捕らえられた。
ローゼマリー
カルステッドの第三夫人。故人。ローゼマインの設定上の生母。
ブリギッテ
声 - 田村睦心
中級騎士。ギーベ・イルクナーの妹。
兄を殺害して家を乗っ取ることを企てていた婚約者との婚約を破棄。しかしそのことでギーベである兄が苦境に立たされることになったため、兄の力になるべく、なり手のいないローゼマインの護衛に就いた。復縁を迫る元婚約者から庇い、中級貴族並に魔力を増やしたダームエルに惹かれ、ダームエルからも求婚を受けるが、イルクナーに戻って故郷を発展させたいブリギッテと、ローゼマインの護衛として忠誠を貫かなければならないダームエルで条件が合わなかった。その後エルヴィーラの紹介で結婚し、イルクナーに戻って製紙業に奮闘している。
アンゲリカ
声 - 浅野真澄 / 本渡楓 / 未登場
中級騎士見習い、騎士。淡い水色の髪に深い青の瞳。護衛騎士には見えないお嬢様然とした外見のため、ローゼマインの社交界・お茶会での護衛騎士を務める。
勉強が嫌いだからという理由で騎士を目指す。貴族院での座学がさっぱりで退学の危機にあったため、ローゼマインが側近を巻き込み「アンゲリカの成績上げ隊」を結成し、課題とそれぞれに報酬と成功報酬を定め鼓舞する。無事補講を合格したアンゲリカは、自らの剣にローゼマインの魔力を注いでもらった結果、魔剣シュティンルークとなる。ローゼマインが魔力を注ぐ際にアンゲリカに足りないのは知識だ、と思いながら注ぐもエックハルトに止められ、それを調べるべくフェルディナンドが魔力を流した結果生まれたため、説教臭い魔剣となる。
典型的な脳筋タイプの騎士で本能に従った戦いをし、スピード特化の戦い方を得意とする。アンゲリカは何も考えていない分、相手がフェルディナンドであっても躊躇することなく武器を向けてローゼマインを守ろうとする。シャルロッテ救出時にローゼマインが捕らえられてしまったことを反省するアンゲリカをボニファティウスが弟子として鍛えるようになった。
アンゲリカを一族に縁づかせたいボニファティウスの意向で、トラウゴットと婚約したがトラウゴットの辞任で破談、次にエックハルトと婚約するがエックハルトのアーレンスバッハ行きにともなってトラウゴットもしくはボニファティウスと婚約予定になるも、ローゼマインの中央行きで白紙となった。ローゼマインとフェルディナンドの婚約により、互いの主がともに歩むことになったエックハルトと再び婚約した。
リヒャルダ
声 - 中根久美子 / 宮沢きよこ / 未登場
上級側仕え。淡い灰色の髪に黒い瞳。夫は他界しており、すでに孫もいる。
ジルヴェスターの依頼でローゼマインの筆頭側仕えとなる。フランが神殿での筆頭側仕えなら、彼女は貴族関係に於いての筆頭側仕えになる。ガブリエーレ、ヴェローニカ、カルステッド、ゲオルギーネ、ジルヴェスターらに仕えたことがあり、ジルヴェスターやフェルディナンドを叱り飛ばせる人物。突飛な行動をするローゼマインもしばしば苦言を呈されている。
旧ヴェローニカ派の粛清で自らの基盤を削る形になったジルヴェスターを支える人間が必要だという判断から、ローゼマインの側近を辞して、ジルヴェスターの側仕えに戻る。
オティーリエ
声 - 潘めぐみ
上級側仕え。エルヴィーラの友人で、ローゼマインが領主の養女となるにあたってエルヴィーラからの依頼でローゼマインの側仕えに就く。リヒャルダが側近を辞任後は筆頭側仕えとなる。
息子のハルトムートの暴走を簡単に抑えられるが、クラリッサが加わると一度に抑えるのには骨が折れるらしく、ハルトムートとクラリッサのローゼマインへの名捧げでは「ローゼマイン様が扱いやすいようになさるのが一番ではないでしょうか？」と投げてしまった。
ダミアン
ベンノの下でダルア契約をしているギルド長の孫でフリーダの兄。淡い栗色の髪と琥珀のような瞳。
様々な商会でダルアとして働いてきたため経験豊富。
ノーラ
ハッセの孤児。売られる予定だったため、孤児院入りを希望し、ハッセの小神殿の灰色巫女見習いとなる。エーレンフェストの神殿での冬籠りの際、年長者のノーラは適応できずにいたが、自分が知っている編み物を教えることで自身を取り戻すことができた。
トール
ハッセの孤児。姉のノーラとともに孤児院入りを希望し、ハッセの小神殿の灰色神官見習いとなる。
リック
ハッセの孤児。妹のマルテを守るために孤児院入りを希望し、ハッセの小神殿の灰色神官見習いとなる。
マルテ
ハッセの孤児。孤児院に入り、ハッセの小神殿の灰色巫女見習いとなる。エーレンフェストの神殿での冬籠りではハッセの小神殿の孤児院の4人の中で一番最初に馴染んだ。
オズヴァルト
上級側仕えで、ヴィルフリートの筆頭側仕え。ヴィルフリートの教育不足の責めを負って解任の恐れがあったが、「いきなり全員の顔ぶれが変わるのも落ち着かない」というローゼマインの意見によりヴィルフリートの側近を継続する。
内定を取り消されたヴィルフリートがローゼマインとの婚約により再び次期アウブに内定するとなると、シャルロッテに功績を譲らせるようになり、シャルロッテとその側近がヴィルフリートとその側近に反感を持つようになる。また、ローゼマインとフェルディナンドの距離感や、ローゼマインがヴィルフリートに印刷業などの成果を献上しないことを指摘し、ヴィルフィリートがローゼマインに不信感を抱くようになる。
ヴェローニカに名捧げをしており、ヴィルフィリートに名捧げしたバルトルトに対してヴェローニカ派の再興を託す。自らは粛正によりライゼガング系に付け入る隙を作ったとしてヴィルフィリートの側仕えを辞任した。
モーリッツ
ヴィルフリートとローゼマインの教師で、冬の子供部屋では子供達にも教える。ローゼマインがユレーヴェで眠りについた際、ローゼマインが残していたメモを参考に子供部屋の運営に四苦八苦する。本を読むかお話を書き留めている印象しかないローゼマインが細々とした子供部屋の采配を振るっていたことに驚いた。
リヒト
ハッセの町長の親戚で補佐する立場。町長一派が小神殿を襲撃（領主一族への反逆罪と見なされる）したことを知ると青ざめ、町を反町長でまとめ上げて町長派を孤立させることで住民が連座されることを防いだ。町長が処刑されると町長に就くが、貴族特有の言い回しの意味を理解せずに使っており、手紙を初めて受け取った貴族が良い感情を持たない可能性があっため、ローゼマインは教師役として灰色神官を派遣する。
カンフェル
青色神官。フェルディナンドの仕事量を減らすための要員としてローゼマインが推薦する。
フリターク
青色神官。フェルディナンドの仕事量を減らすための要員としてローゼマインが推薦する。
フィリーネ
声 - 石見舞菜香
エーレンフェストの下級貴族の娘。ローゼマインと同い年。子供部屋に来た最初の年に、ローゼマインに母の語った物語を書き留めてもらう。貴族院に入学後は文官見習いとしてローゼマインの側近となる。ダームエルに想いを寄せている。下級貴族出身ながらローゼマインの下で学んだため知識も魔力も大きく伸ばし、側近として他の者達と遜色ないほどになる。中級貴族レベルの魔力に成長したことで魔力でダームエルと釣り合いが取れるようになり、アプローチするようになる。
父親は入婿で、洗礼前の弟がいるが、弟コンラートの誕生からしばらくで実母を亡くし、心の拠り所は母の語った物語と弟の存在となっている。二人の養育のためにと、父親が自分の親族から迎えた後妻がコンラートより魔力が多い子供を産んだことで家を乗っ取られ、ローゼマインのはからいで、自身は領主の城に部屋をもらい、コンラートは神殿の孤児院に移動した。
ヘンリック
エーレンフェストの下級貴族で、ダームエルの兄。フリーダを妾として契約している。
ヘルフリート
ギーベ・イルクナー。エーレンフェストの中級貴族で、ブリギッテの兄。
ブリギッテの元婚約者の妨害により領地経営が破綻しかけたため、ブリギッテの主であるローゼマインの庇護下に入った。製紙業に最初に成功したため、領地経営が順調に回復している。
ボニファティウス
声 - 石塚運昇 / 森川智之 / 未登場
先代アウブ・エーレンフェストの兄で、カルステッドの父親。ジルヴェスターが不在の時は領主代理を務める。
自分の血筋に生まれたものが騎士（見習い）の男子ばかりのため、初めてできた孫娘であるローゼマインにくびったけの爺バカである。力加減ができないため孫娘との接触を断たれていたが、ローゼマインがユレーヴェより目覚めてからは交流が生まれた。
爺バカで脳筋ではあるがそれ以外はまっとうな領主一族であり、元騎士団長として護衛騎士の再教育をおこなったりヴィルフリートたちに領主の仕事の指導をしている。
自分を師匠と慕っているアンゲリカを非常に気に入っており、自分の一族の男子に嫁入りさせようとしている。
ヴェローニカ
声 - 渡辺明乃
エーレンフェストの先代領主夫人。ジルヴェスターの母で、前神殿長の同腹の姉。マインを追い出そうと他領の貴族を呼び寄せ、領内へ入るための書類を偽装したため幽閉される。
アーレンスバッハからやってきた元領主候補生ガブリエーレの娘であり、権力欲の塊のような女性である。ジルヴェスターが生まれるとそれまで次期領主として育ててきたゲオルギーネから乗り換えたため、彼女からは内心恨まれている。その実ジルヴェスターを傀儡の領主として権力をふるっていた。先代アウブ・エーレンフェストがフェルディナンドを連れてきたときも排除しようとしていた。
フロレンツィアから生まれたばかりのヴィルフリートを取り上げ、抱くことも教育することも禁じ、自ら甘やかせて育てる。当然、フロレンツィアと仲は良くない。幽閉されたこととローゼマインにヴィルフリートの再教育が必要と進言されたことで距離を置かれる。
ゲオルギーネ
声 - 中原麻衣 / 三瓶由布子・衣川里佳（少女時代） / 未登場
アウブ・アーレンスバッハの第三夫人。ジルヴェスターの同腹の長姉。
努力家ではあるが母親譲りの権力欲の持ち主で、敵と見定めた相手は弟妹であろうと攻撃する過激な性格。エーレンフェストの次期アウブになるために努力を重ねてきたが、ジルヴェスターが生まれると両親がそちらに乗り換えたため、エーレンフェストの領主一族全体を恨んでいる。その過激な性格からジルヴェスターを支えることはできないと判断され、アーレンスバッハに第三夫人として領外に嫁がされた。
第一夫人と第二夫人が死亡してアーレンスバッハの権力を持つ第一夫人に繰り上がると、エーレンフェストに対して陰謀を仕掛けてくるようになった。決して自分にたどり着くことがないように手駒を操って証拠は残さないが、その手駒を使い捨てる傾向にあり、旧ヴェローニカ派の粛清もあってエーレンフェスト内に手駒がほとんど残らない状態になっていた。それでもエーレンフェストに侵攻を仕掛け、領地の礎を簒奪する直前まで追い詰めるがジルヴェスターの強運もあって捕えられてしまう。それでも恨み言を言い放ち自分の残党の蜂起を匂わせたため、ジルヴェスター自身の手で処刑されてしまう。
コンスタンツェ
アウブ・フレーベルタークの第一夫人。ジルヴェスターの同腹の次姉。
ゲオルギーネの敵意を避けるために領外に嫁いだ。ジルヴェスターにとって頭が上がらない相手の1人であり、魔力を融通する理由でもあった。エーレンフェストでは領主候補生が神事に参加しているというローゼマインのアドバイスを率先して受け入れた。
アヒム
ハッセの村に教育係として送り込まれた灰色神官。
エゴン
ハッセの村に教育係として送り込まれた灰色神官。
フォルク
製紙業を普及させるために、イルクナーに送り込まれた灰色神官。現地にてカーヤと恋仲になったため、ギーベ・イルクナーに身請けされる。
リリー
エドモンドの側仕えの灰色巫女だったが、懐妊したため解任された。
ジョイソターク子爵
エーレンフェストの中級貴族で旧ヴェローニカ派。ローゼマリーの兄。
ローゼマインを妹の娘であると思い込み、なんとか縁をもとうと領主一族の誘拐騒ぎを起こしたため処刑されてしまう。実際には旧ヴェローニカ派の陰謀の捨て駒にされていた。
バルツ
灰色神官。ローゼマイン工房の担当として植物紙の技術指導のために各地の派遣された。ギルがアーレンスバッハに移動するためローゼマイン工房の管理者としてメルヒオールの側仕えに召し上げられた。

### 第四部
レオノーレ
声 - 諸星すみれ
ローゼマインの側近の上級護衛騎士見習い。のちにコルネリウスの婚約者となる。
知性派で勉強家。知識と連携の重要さを知ってからは戦術指揮や魔物の生態についてもよく勉強し、ローゼマイン2年目のターニスベファレン出現ではその特性をいち早く見抜き、3年目の領地対抗ディッターでは全体の指揮をとって3位に導いた。
トラウゴット
声 - 内田雄馬
エーレンフェストの上級騎士見習い。リヒャルダとボニファティウスの孫。
リヒャルダの推薦でローゼマインの側近となったが、ローゼマイン式魔力圧縮法目当てだった。主の命令を無視したり主を軽んじる言動をとったことが問題視され、解任に近い辞任となった。
ユーディット
声 - 寺崎裕香
ローゼマインの側近の中級護衛騎士見習い。テオドールの姉。
投てき武器が得意で、ローゼマインの勧めもあって能力を磨いたため投てきの名手となる。側近の中では能力は平凡ながらムードメーカーである。
ブリュンヒルデ
声 - 依田菜津 / 石見舞菜香 / 未登場
ローゼマインの側近の上級側仕え見習い。ライゼガング系のギーベ・グレッシェルの娘。
ローゼマインを通じて流行を作り出そうとしていた野心家だが忠誠心は厚い。貴族らしく平民への偏見と無理解があったが、ローゼマインのもとで下町と話し合うことの大切さを学んだ。
旧ヴェローニカ派を粛清して厳しい立場に置かれたジルヴェスターに自らを売り込み、アウブ・エーレンフェストの第2夫人として婚約する。
リーゼレータ
声 - 依田菜津 / 石見舞菜香 / 長谷川育美
ローゼマインの側近の中級側仕え見習い。アンゲリカの妹。
姉の落第を阻止して助けてくれたローゼマインに感謝して側近になった。ローゼマインの前ではしっかりした姿を見せているが、実はかわいい物好き。
ハルトムート
声 - 堀江瞬 / 内田雄馬 / 未登場
上級貴族の文官見習い、文官でローゼマインの側近。オティーリエの末息子。特徴的な朱色の髪に橙のような明るい瞳。
他人に興味を持たない冷めた子供だったが、ローゼマインが洗礼式で行った祝福返しを見て彼女に傾倒する。貴族院では熱心な程にローゼマインの素晴らしさを説き、エーレンフェストの聖女が他領にまで広まるようになる。ローゼマインを研究テーマとし、ローゼマインが起こす祝福などを事細かにまとめた物には、フェルディナンドが興味を持つ。熱心なローゼマイン信者で忠誠心が非常に高く、後に望んでローゼマインに名を捧げたほど。その様は狂信者とも思わせるほどで、フェルディナンドは使い方を誤らなければ強力な味方だと評価している。
フェルディナンドがアーレンスバッハへ向かうことが決まり、後任として神官長を務めた。ローゼマインが神事で祝福をする度に起こる奇跡を見たいと願うも神官長の仕事や文官の仕事があり機会を逃している。同好の士でとても相性の良いクラリッサと婚約し、より暴走を止めるのが難しくなった。
ローデリヒ
声 - 遠藤広之
エーレンフェストの中級文官見習いで旧ヴェローニカ派の子供の1人。のちに名前を捧げてローゼマインの側近入りする。
ヴィルフリートと同年のため幼少時は友人という立場だったが、彼が白の塔事件を起こした時の同行者の1人だったために信用を失い敬遠されることになった。失意の中で自分の作り話がローゼマインの本になったことに喜び、彼女に名前とともに自作の物語を捧げることを誓って側近入りを果たした。
マティアス
声 - 梅原裕一郎
ギーベ・ゲルラッハの末息子で中級騎士見習い。貴族院での旧ヴェローニカ派の取りまとめ役。
貴族院での成績は優秀だが、魔力圧縮法とかを教えられない状況を嘆いていた。名捧げには慎重だったが、これ以上の猶予がないとみるやローゼマインに名捧げを行って派閥内の子供の命を買うなど時節を見極める目を持っている。
性格は生真面目でローゼマインへの忠誠心は厚い。ゲルラッハ防衛戦で実の父親のグラオザムとの決着をつけた。
イグナーツ
声 - 遠藤広之
ヴィルフリートの側近の文官見習い。
アナスタージウス
声 - 未登場 / 山下誠一郎 / 大塚剛央
トラオクヴァール王の第二王子。エグランティーヌに恋をしており、彼女を得る代わりに王位はジギスヴァルトに譲る。その際にローゼマインに色々と手助けされて関係が出来たため、彼女の本性も良く知る事となった。愛妻家で子煩悩。妻を支えるためならどんな困難でも成し遂げるだろうとローゼマインから信頼されており、ランツェナーヴェとアーレンスバッハの起こした乱のあとの新体制で王配として様々な苦労を背負い込むことになった。
エグランティーヌ
声 - 未登場 / 井上喜久子 / 遠藤綾
クラッセンブルクの領主候補生。政変で亡くなった前王の第三王子の娘であり、先代アウブ・クラッセンブルク（血縁上の母方の祖父）が養子とした。現在、最も王族の血が濃いとされ、王位継承争いの鍵の一つだった。ローゼマインの仲介でアナスタージウスの求婚を受け入れる。普段はおっとりとしているが戦嫌いで平穏を愛する意思が強く、ユルゲンシュミットの平和を守るためなら手段を選ばない一面を持つ。ローゼマインに教えられて全大神の加護を得ており、自ら祭壇へ上がり始まりの庭に到達するというツェントになれる基準をクリアしている。ランツェナーヴェとアーレンスバッハの起こした乱の後始末において、国が乱れるのは好まないと自ら志願してローゼマインに名を捧げツェントとなった。
ジギスヴァルト
声 - 未登場 / 梅原裕一郎 / 安田陸矢
トラオクヴァール王の第一王子。王座に近付くため、第一夫人としてエグランティーヌを望んでいたが、アナスタージウスにエグランティーヌを譲る代わりに次期国王の座を得た。己の都合の悪いことはすぐ忘れ、地位を笠に着て他者に自分の意見を強要する悪い意味での王族らしさに染まっている。ランツェナーヴェとアーレンスバッハの起こした乱の後始末の会議でもその態度は治らず、ツェントの座に就くための条件の一つである王族より上位となったローゼマイン相手に名捧げすることを拒否。もう一つの条件である神々との契約への拒否感をも示してしまう。己の立場も弁えず失った地位にしがみつこうとする姿はあまりにも愚かで見苦しく、もはや矯正不可能としてトラオクヴァール自身の手で次期ツェントの座をはく奪される。その後廃領地を分割して新たに作られた領地のアウブとなるが、傍から見れば相当の困難が待ち受けているにもかかわらず己の立場を未だ弁えられていない様子がうかがえて、すぐに領地の順位は下がっていき未来は明るくないと考えられている。
アドルフィーネ
ドレヴァンヒェルの領主候補生。エグランティーヌの友人。エグランティーヌの代わりにジギスヴァルトと結婚するが、自領の利益のための政略結婚でしかない。その一年後にランツェナーヴェとアーレンスバッハの乱が起こり王族の立場が失われる事が決定。結婚の際に約束された利益が失われ契約不履行となったとして離婚した。
ヒルデブラント
声 - 本渡楓
トラオクヴァール王の第三王子で、アナスタージウス・ジギスヴァルトの異母弟。貴族院入学前だが、王族の一員として貴族院を管理することとなった。世間知らずで、そこをラオブルートに付け込まれ利用されてしまい、属性を増やしたり魔力圧縮による魔力増を行わないままシュタープを取得してしまった。性能の劣るシュタープでは今後ちゃんと教育を受けてきた同級生たちに大きく容量が劣り、下手に魔力を成長させるとシュタープが容量オーバーで制御不可能となってしまうため今後の成長も困難。属性が欠けていて大きな祠にも入れないため全属性の加護が得られずどんなに望んでもツェントの資格なしと、一生をかけて不利を背負っていく人生が決まってしまった。
ハンネローレ
声 - 未登場 / 諸星すみれ / 諸星すみれ
ダンケルフェルガーの領主候補生で、ローゼマインと同級生。ローゼマインから本好きな同好の士として親友認定されており、ハンネローレも同じように思っている。不幸体質。独り言を聞かれてダンケルフェルガーとエーレンフェストのディッター勝負を引き起こしたり、ローゼマインを探して図書館に行くも会えないなど、何かにつけ間が悪い。間の悪さの改善を願ってよく時の女神・ドレッファングーアへ祈りを捧げている。
番外編「ハンネローレの貴族院五年生」の主人公。間が悪い体質が発動し、いつも通りドレッファングーアへと挨拶の祈りを捧げたまさにそのタイミングで、ローゼマインへ緊急の用件があったドレッファングーアが丁度良かったとその身に降臨してきてしまったため、新たな「女神の化身」としてその夫の座を巡る男たちの騒動の渦中に叩き込まれてしまう。また縁結びの女神リーベスクヒルフェのちょっかいで事態のややこしさに拍車がかかってしまう。
レスティラウト
声 - 未登場 / 内田雄馬 / 小林千晃
ダンケルフェルガーの領主候補生。ハンネローレの同母兄。芸術狂いで、特に自分で絵画を描くことを好む。シュバルツとヴァイスを巡るダンケルフェルガーとエーレンフェストのディッター以降、ローゼマインを高く評価するダンケルフェルガーにあって彼女のことを嫌っていたが、ローゼマインが三年時の奉納舞を見て心を奪われる。次期アウブにほぼ決定しているが芸術狂いな所は治っておらず、ツェント継承式でエグランティーヌとローゼマインの奉納舞があると知ったとたんに様々な理由を主張して強引に参加を取り付けた。
クラリッサ
声 - 潘めぐみ
ダンケルフェルガーの文官見習い。茶髪に碧眼。
騎士見習いを目指していたが、選抜試験にギリギリで落ちてしまったために文官となった。本人曰く「武寄りの文官」。だが文官としての能力は高い。
ローゼマインがダンケルフェルガーとのシュバルツとヴァイスを巡るディッターで勝利したことに感動して心酔。以後ローゼマインに仕えるために様々な手段を用い奔走する。
そうしてエーレンフェストの上級貴族で、歳が近く相手がいないという条件に当てはまるハルトムートにダンケルフェルガー式の求婚を行い婚約。お互いローゼマイン信者という事で意気投合する。あまりに相性が良く、二人揃うとローゼマイン賛歌を誰にも止められない。ローゼマインからはハルトムート2号といった感想を抱かれている。
リュディガー
両親が姉弟、兄妹の従兄弟同士なので髪の色も面差しもヴィルフリートとよく似ている。目の色が藍色。
フレーベルタークの領主候補生。ローゼマインが眠ったことで魔力を回して貰えなくなった。領主候補生が祈念するエーレンフェストを参考にし、自身も祈念式では領地を回り、収穫高向上を報告する。
オルトヴィーン
声 - 未登場 / 未登場 / 梅田修一朗
ドレヴァンヒェルの領主候補生で、ローゼマインと同級生。アドルフィーネの同母弟。
ライムント
アーレンスバッハの中級文官見習い。ヒルシュールの弟子で、後にフェルディナンドの弟子にもなる。少ない魔力で調合する改良に長ける。
マリアンネ
エーレンフェストの文官見習いでシャルロッテの側近。
ディートリンデ
声 - 潘めぐみ
アーレンスバッハの領主候補生。ゲオルギーネの末娘であり兄ヴォルフラムの事故死後、アーレンスバッハの慣習で他に領主候補生がいなくなったため、次期領主の最有力候補になった。大して高くない己の能力も理解していないのに常に根拠のない自信を抱き、非常に傲慢な性格で周囲からも評判が悪い。ランツェナーヴェと組んで反乱を起こしツェントになろうとしていたが失敗。この時の処分で、これ以上魔力持ちを減らしたくない神々の命で関係者の処刑が出来ない制限があるために、一生神殿に入れられて国のために魔力を捧げることになる。それでも全く反省の色が見えない模様。
ヒルシュール
声 - 田中敦子 / 渡辺明乃 / 未登場
エーレンフェスト出身の貴族院の教師で、エーレンフェストの寮監。研究に没頭するあまり、食事を二の次にしたり、講義を放り出すこともある。フェルディナンドの師匠で、フェルディナンドが貴族院在籍中は貴族院でヴェローニカから匿っていた。
ルーフェン
声 - 未登場 / 山下誠一郎 / 竹内良太
ダンケルフェルガー出身の貴族院の教師で、ダンケルフェルガーの寮監。ディッターに強い思い入れがあり、何事もディッターで決めようとする。
フラウレルム
声 - 渡辺明乃
アーレンスバッハ出身の貴族院の教師で、アーレンスバッハの寮監。ローゼマインを敵視しており、習っていない内容を試験に出題したりするも悉くクリアされている。
第五部でローゼマインが貴族院から行方不明になった時、エーレンフェストが「体調不良で帰省中」と伝えたにもかかわらず、「死んだに決まっている」などと吹聴してまわり、寮監を解任されて帰郷。エーレンフェスト攻防戦で、エーレンフェスト側へ魔力を奪いに行った旧ベルケシュトックの騎士たちの帰還を、自身の姉妹達とビンデバルト伯爵の夏の館で待っていたところ、アーレンスバッハの礎を染めてフェルディナンドを救い、反撃に転じたローゼマイン一行が転移陣でやってきたため、「んまあ！」と騒ぎ立て捕らえられる。
パウリーネ
フレーベルターク出身の貴族院の教師で、フレーベルタークの寮監。
ソランジュ
声 - 長谷川暖 / 宮沢きよこ / 未登場
クラッセンブルク出身の貴族院の図書館の司書。政変前からいるが中級貴族のため、一部の魔術具を持つ権限がない。
シュバルツとヴァイス
声 - 小原好美（シュバルツ）、中原麻衣（ヴァイス） / 本渡楓（シュバルツ）、石見舞菜香（ヴァイス） / 未登場
図書館へ入れる喜びからローゼマインの祝福の魔力が溢れ、再起動した一対の魔術具。
ローゼマインの肩ほどの大きさで、うさぎに似た魔獣シュミルを象るが、魔獣と違い二足歩行する。白い方がヴァイス、黒い方がシュバルツ。額に濃い金色の魔石が付いている。目は金色。色違いのワンピースに魔術的加工を施されたベストを着ていた。ひょこっと立ち上がり、ほてほて歩く。 起動させた者が新たな主となり新しい衣装を用意しなければならない決まりとなっている。その衣装には防護用魔法陣が刺繡されており、魔石による魔術の付与をしたりと様々な効果があり、前の衣装は研究の対象となったりとその価値は計り知れない。それぞれの体にも製作者であるかつての王族が刺繍した魔法陣がある。主の許可なく触れることは出来ないため、着替えや採寸などの際は主の許可が必要。
クラウディオ
エルヴィーラの兄。
エーレンフェストで最北のハルデンツェルの地を治めるギーベ。ローゼマインがユレーヴェに眠った際にエルヴィーラが印刷業を引き継いで、いち早く印刷を取り入れた。ヴェローニカによって税を上げられたことで、ハルデンツェルは他の土地より被害が大きく、民の生死にかかわった。ローゼマインが神事に携わって魔力の満たされた小聖杯が届くようになり、ヴェローニカが退けられたことで息を吹き返した。
ローゼマインから祈念式の古い儀式で聖典と違う部分を指摘されて再現してみたところ、春を呼ぶ儀式が復活した。本当の春を呼んだため、本来はハルデンツェルの者以外に与えるのは禁じられているブレンリュースの実をローゼマイン達に捧げた。ハルデンツェルの民が何の憂いもなく過ごせるようになったため、冬の社交の場でローゼマインに最大の感謝の意を示して跪く。祈念式で古い儀式を行ったことで雪が解け、春の訪れが早まり収穫量が増えた。
コンラート
フィリーネの洗礼式前の弟。継母のヨナサーラが実子を成してから冷たくあしらわれるようになり、フィリーネが貴族院に滞在する間に実母の形見である魔道具が奪われて命の危険に陥った。ローゼマインがフィリーネにお金を貸して魔道具を取り戻し、神殿の孤児院に入ることとなりフィリーネ共々実家と縁を切った。
ギーベ・ライゼガング
エーレンフェスト直轄地に南接し、農業が盛んで食糧庫と呼ばれるライゼガングを治めるギーベ。ライゼガングを守るために前ライゼガング伯爵が亡くなった後にヴェローニカへの恭順を考えていた。
前ライゼガング伯爵
カルステッドの祖父、エルヴィーラの曾祖父であり、ローゼマインの設定上の曾祖父。いつ亡くなっておかしくないほどの高齢で、ガブリエーレが輿入れしてからのライゼガングの凋落を目のあたりにしており、ヴェローニカ派を憎悪している。
アウレーリア
アウブ・アーレンスバッハの姪。ランプレヒトの恋人だが、アーレンスバッハを警戒するエーレンフェストにより結婚は許されなかった。
だがアーレンスバッハから圧力がかかり、ベティーナとともにエーレンフェストに嫁いできた。見た目はきつい顔をしているが小心者であり、悪役の多いアーレンスバッハ系の登場人物の中では希少な善良な心根を持つ。ライゼガング系の古老に嫌われているガブリエーレ似の顔を隠すために、いつもアーレンスバッハのヴェールを被っていた。後にローゼマインの提案でエーレンフェストの染め物でヴェール作ることとし、エルヴィーラと話してエーレンフェストの女として生きることを決意してアーレンスバッハを見限る。アーレンスバッハからはエーレンフェストの情報収集が期待されていたが、前述の理由から当たり障りのない手紙しか送らないため、妹のマルティナは役に立たないと評していた。
フロイデン
アーレンスバッハからやってきたベティーナと結婚。旧ヴェローニカ派。
ベティーナ
アーレンスバッハからアウレーリアと同時に来てフロイデンと結婚、旧ヴェローニカ派と親密に交流を持った。旧ヴェローニカ派の粛正で処刑される。
ハイスヒッツェ
声 - 関俊彦
ダンケルフェルガーの上級騎士。フェルディナンドと同世代で、貴族院時代に何度もフェルディナンドにディッターを挑むも敗れている。
イマヌエル
声 - 森川智之
中央神殿の神官長。聖典検証会議以降、ローゼマインを中央神殿に取り込もうと考える。
ラオブルート
声 - 関俊彦
中央の騎士団長。出身地はギレッセンマイアー。ユルゲンシュミットを裏切ってランツェナーヴェの手先となっており、中央の貴族達へのトルークの蔓延やトラオクヴァールへの長年のトルーク投与、騎士団の取り込み、ヒルデブラント王子を唆し取得年齢に達していない彼と敵であるランツェナーヴェの者達へ不正にシュタープを取得させるなど、多くの裏工作を行っていた。
レリギオン
声 - 井上和彦
中央神殿の神殿長。
メルヒオール
声 - 長縄まりあ
ジルヴェスターとフロレンツィアの次男で、ローゼマインの義弟。次期領主のヴィルフリートを支えるべく補佐役の領主一族としての教育を受ける。ローゼマインが成人後に神殿長となるためにローゼマインとハルトムートのもとで引き継ぎが行われていたが、ローゼマインの中央行きが決まり期間が短縮された。
ジークリンデ
声 - 未登場 / 豊口めぐみ / 豊口めぐみ
アウブ・ダンケルフェルガーであるヴェルデクラフ（声 - 上田燿司）の第一夫人。ハンネローレの実母。ハンネローレが借りたエーレンフェストの本を見たときからローゼマインに注目している。
ギード
フェルディナンドの神殿の側仕えの灰色神官。神官長を継いだハルトムートの側仕えとなる。神官長を継いだハルトムートの側仕えとなり、ローゼマインとハルトムートのアレキサンドリア移動に伴いメルヒオールの側仕えとなる。
イミル
フェルディナンドの神殿の側仕えの灰色神官。フランがマインの側仕えに異動したことで側仕えに召し上げられた。神官長を継いだハルトムートの側仕えとなり、ハルトムートのアレキサンドリア移動に伴いカジミアールの側仕えとなる。
クルト
フェルディナンドの神殿の側仕えの灰色神官。アルノーの替わりに側仕えに召し上げられた。神官長を継いだハルトムートの側仕えとなり、ハルトムートのアレキサンドリア移動に伴いカジミアールの側仕えとなる。

### 第五部
ラウレンツ
声 - 岡井カツノリ
エーレンフェストの騎士見習い。旧ヴェローニカ派のギーベ・ヴィルトルの息子で、フロイデンの弟。
マティアスの親友で、二人で貴族院における旧ヴェローニカ派の子供たちを取りまとめていた。マティアスとともにエーレンフェストの情勢を見定めていたが、ローゼマインたち領主候補生の様子がおかしいと覚るや、親と道をたがえてゲオルギーネの陰謀を密告する。家族がゲオルギーネに名捧げをしていたため、ローゼマインに名捧げを行うことで連座を免れた。
性格に軽いところがあり、てらいもなく口説き文句を読むことができる。主であるローゼマインを含めて女性をからかうところがあるため、グレーティアからは敬遠されている。
ベルトラムという洗礼式前の異母弟がおり、彼の身を案じていた。
ベルトラム
ラウレンツの異母弟。生母がすでに他界しているため、ラウレンツの母が引き取って洗礼式を迎える予定だった。しかしラウレンツの親が粛清されたため、神殿の孤児院に引き取られた。
貴族社会に戻るために勉学に励み、ラウレンツの説得もあって領主一族に対する感情も飲み込むところを見せたことで、アウブ・エーレンフェストを後見人として中級貴族として洗礼式を迎えることができた。ただし、洗礼式によって両親が決まる貴族社会では、公的にはラウレンツと兄弟ではなくなってしまう。
孤児院では孤児出身のディルクと張り合っていたが、貴族社会に復帰してからは貴族の常識を知らないディルクの面倒をみるようになった。
ミュリエラ
エーレンフェストの中級文官見習いで、旧ヴェローニカ派の子供の1人。
親がゲオルギーネに名捧げしていたことで領主候補生に名捧げを行わなくてはならなくなったとき、恋愛小説が好きなためエルヴィーラへの名捧げを希望していたが、貴族院を卒業するまでローゼマインに名捧げを行うことになる。のちに加護の取得に名捧げが関係するかの実験のために、前倒しでエルヴィーラに名捧げを行った。
グレーティア
声 - 長縄まりあ
エーレンフェストの中級側仕え見習いで、旧ヴェローニカ派の子供の1人。
実は神殿の青色神官と青色巫女の間に生まれた子供であり、外聞を気にした貴族の実家に母親ともども引き取られた。魔力があったため洗礼式は貴族の両親のもとで貴族として行われたが、その生い立ちのため貴族の家族とは仲が良くない。内気で引っ込み思案なため男子にからかわれやすく、そのため他人の顔色をうかがうことと悲観的なものの見方をするようになる。
計算高いところがあり、旧ヴェローニカ派の粛清では名捧げの強要を利用してローゼマインに名捧げをすることで、実家との縁を切ろうとしていた。しかし名捧げをする必要がなくなったとき、ローゼマインにその計算高いところも含めて事情を話したことにより、名捧げを受け入れてもらえることになる。
灰色の髪と年齢の割には豊満な胸をからわかれてきたため男子が苦手で、ローゼマインには一生独身で仕えることを希望している。
バルトルト
エーレンフェストの文官見習いで、旧ヴェローニカ派の子供の1人。
旧ヴェローニカ派の粛清では、ヴィルフリートに名捧げを行った。ただしアウブやヴィルフリートには反感を抱いていたらしく、名捧げで命令に逆らえないという信用を利用して甘言を吹き込んだり、領主候補生どうしの情報交換ができないように裏で工作をしていた。
カサンドラ
エーレンフェストの側仕え見習いで、旧ヴェローニカ派の子供の1人。
旧ヴェローニカ派の粛清では、シャルロッテに名捧げを行った。
イージドール
声 - 潘めぐみ
エーレンフェストの側仕え見習いで、ヴィルフリートの側近。
側仕え見習いの中ではブリュンヒルデと並んで魔力量が多かったため、嫁取りディッターに参加して後方支援を担った。
ニコラウス
カルステッドの息子でローゼマインの異母弟だが、母親のトルデリーテが旧ヴェローニカ派であるため接触を避けられていた。
旧ヴェローニカ派の粛清でトルデリーテが拘束されたため、青色神官として神殿に入ることでローゼマインとの接点ができた。本人はローゼマインの護衛騎士になることを望んでおり真面目に頑張っているが、コルネリウスたちから警戒されているため希望がかなわないでいる。
ラザファム
声 - 石谷春貴
エーレンフェストの下級側仕えで、フェルディナンドの館の管理人をしている。
貴族院時代にヴェローニカの嫌がらせでフェルディナンドの側近につけられたが、主の信頼を勝ち取るために名捧げをした。しかしフェルディナンドがアーレンスバッハに移動したときには、戦闘力がなく自分の身を守れない者は危険だからと置いて行かれた。それ以降はローゼマインの図書館となった館の管理をしながら、情勢が落ち着いてフェルディナンドに呼ばれる日を待つ生活を送っている。
ギーベ・キルンベルガ
声 - 関俊彦
エーレンフェストの上級貴族。中立派。
ローゼマインに国境門を案内し、エーレンフェストの成り立ちを説明した。ローゼマインのアウブとしての資質を高く評価し、彼女にアウブになってほしいと思っている。
アレクシス
ヴィルフリートの護衛騎士で、ギーベ・キルンベルガの息子。
母親はライゼガング系貴族であるが、本人はヴェローニカ派ともライゼガング系とも距離を置いている。
ヴィルフリートの派閥を中立派からライゼガング系に寄せたいというランプレヒトに誘われて側近入りした。汚点があっても腐らず努力するヴィルフリートを評価していたが、３年次の貴族院より戻ってから変わってしまった主の姿を嘆いている。
トリステン
ヴィルフリートの文官の上級貴族。旧ヴェローニカ派。
次代のアウブ夫妻を支えるために、婿入りする形でリーゼレータと婚約した。しかし、その後ローゼマインの中央入りがほぼ内定すると破談になった。
リュールラディ
ヨースブレンナーの上級文官見習い。
おっとりとした性格で領主候補生の側近には向かないため、祖母に古い言葉を教えられた。
エーレンフェストとダンケルフェルガーの共同研究である奉納式の儀式に参加し、そこで本当の神事を再現したローゼマインの姿を見て感激する。恋愛小説が好きなものどうしでミュリエラと仲がよく、ローゼマインとフェルディナンドの仲を一緒に妄想するほどである。そこでミュリエラに2人をモデルにした物語を書いてみることを勧められ、2人の仲をメスティオノーラとエアヴェルミーンに仮託した切ない恋物語を構想する。
オルタンシア
声 - 中島愛
中央の上級文官。クラッセンブルク出身でラオブルートの第一夫人。
貴族院の図書館からローゼマインを引き離し、王族の魔導具であるヴァイツとシュバルツの新たな主となるためにラオブルートから送り込まれた。本人はまじめに司書を務めあげているが、図書館の維持には上級貴族が3人は必要で彼女1人では魔力が足りないため、ローゼマインたちは引き続き図書委員として協力することになる。
夫であるラオブルートのことは職業上人を疑うことが仕事であると理解を示してはいるが、アナスタージウスの命令で口外禁止のトルークの調査をしているうちに夫の近辺を探ることになる。そのためか次の年は病気を理由に貴族院から引き離され、貴族院攻防戦の時点ではラオブルートに魔石にされていた。
ロヤリテート
中央騎士団の副団長。
マグダレーナ
声 - 田村睦心
ツェント・トラオクヴァールの第三夫人で、ヒルデブラントの母親。
ダンケルフェルガー出身の元領主候補生。貴族院にいるときにダンケルフェルガーをディッターで打ち負かしていたフェルディナンドとの婚約話が持ち上がったが、本人がトラオクヴァールとの縁談を取りまとめてしまったため立ち消えになった経緯がある。マグダレーナの評によると、フェルディナンドは感情を抜きにした人の配置ができても、対人関係がからっきしだったという。
政争の終盤で第五王子だったトラオクヴァールのもとに嫁いだため、中立だったダンケルフェルガーが第五王子側について政争に勝利した経緯がある。ただしそれまでトラオクヴァールを支えていた中領地出身の第一夫人や第二夫人に遠慮して、大領地出身であるにもかかわらず第三夫人の地位に納まった。また息子であるヒルデブラントを王位に就けることを望まず、臣下として育てることに異を唱えていないことからも、権力欲はもっていない。
貴族院攻防戦では、ラオブルートに毒を盛られて動けないトラオクヴァールの代わりに鎧を着て参戦した。
フェルディナンドが王命でアーレンスバッハに赴いた件では、婚約者であるディートリンデの横柄な態度に「躾がなっていない」と評した。その後ヒルデブラントがラオブルートに唆されてシュタープを取得した上にランツェナーヴェの者たちにもシュタープを取得するのに利用されていた件では、逆にフェルディナンドに「躾がなっていない」と返されている。
トラオクヴァール
声 - 森川智之
ユルゲンシュミットのツェント。
先王の第五王子で、中領地出身の第三夫人の子供であるため臣下となるべく育てられたが、グルトリスハイトが失われた先の政変でクラッセンブルクに担ぎ出されて勝利し、そのまま王位に就いた。そのため聖典原理主義者や負け組の領地の貴族たちからは、「グルトリスハイトを持たぬ偽りの王」として正統性に疑問を抱かれている。
物腰が柔らかく生真面目な性格ではあるが、自己評価が低くどこか投げやりな部分も持ち合わせている。
グルトリスハイトをもたないまま薬漬けになってまで魔力を捧げているが、それでも国の維持や統治に無理がきていることを誰よりも承知している。そのためディートリンデであろうが（トルークで洗脳されていたとはいえ外国の侵略者である）ジェルヴァージオだろうが、正統な王が起つならばそれで構わないという態度をとってしまう。またローゼマインが最もグルトリスハイトに近い次期ツェント候補であると判明した時は、彼女にすべてを丸投げにするような意見をだしていた。ただし、ローゼマインの統治能力を不安視して押し込めに近い案を出したアナスタージウス王子には激怒し、ローゼマインと接触禁止にしている。
貴族院攻防戦ではラオブルートの裏切りによって毒を盛られて動けずにいた。
またその戦後処理では、フェルディナンドがメスティオノーラの書を持っていると判断して彼にツェントを押し付けようとしたため、その自分にとって都合のいい態度が息子であるジギスヴァルト王子にそっくりであると返された。最終的には中央が治めていた土地と廃領地の一部を切り分けて大領地のアウブとなる。
ジャンシアーヌ
クラッセンブルクの領主候補生。ローゼマインの3学年下にあたる。
アウブ・クラッセンブルクの提案によりエーレンフェストと共同研究することになった、奉納式をはじめとする古い神事の再現のクラッセンブルク側の責任者となった。
レティーツィア
声 - 長縄まりあ
アーレンスバッハの領主候補生。アウブ・アーレンスバッハと第一夫人の養女にして血縁上の孫にあたる。
政変によって領主候補生の数が足りなくなってしまったため、ドレヴァンヒェルに嫁いだ娘の子供を第一夫人が引き取り、アウブ・アーレンスバッハと第一夫人を親として洗礼式を受けた。そのため、公的には二人の娘ということになる。
アウブに就任すると同世代の領主候補生は上級貴族に身分を落とすというアーレンスバッハの慣習を避けるため、ディートリンデが中継ぎのアウブとして就任するとともにフェルディナンドと王命により婚姻して二人の養女になること、さらに王命によってヒルデブラント王子と婚約し、成人とともに婚姻してアウブに就任することが決定している。フェルディナンドがアーレンスバッハにやってきてからは、彼の厳しい教育にくじけそうな日々をおくっている。
フェルディナンドの教育の一環としてエーレンフェストにいるローゼマインとの文通をおこなうようになり、心配したローゼマインからはフェルディナンドを諫める言葉や実の両親の声を録音したシュミルのぬいぐるみを贈られるようになるまで親しくなる。
ランツェナーヴェの侵攻ではディートリンデとゲオルギーネに誘導され、フェルディナンドに毒を盛ることに利用されてしまう。さらにランツェナーヴェの船に拉致されて連れていかれそうになるが、アーレンスバッハに逆侵攻をかけたエーレンフェスト・ダンケルフェルガーの連合軍に他の人質とともに救出される。ランツェナーヴェ戦のあとはローゼマインとフェルディナンドの温情により反逆した領地の領主一族ではなく被害者の一人として扱われ、そのまま新領地アレキサンドリアの領主候補生の地位に留まった。
ロスヴィータ
レティーツィアの筆頭側仕え。アーレンスバッハの出身だが第一夫人の娘がドレヴァンヒェルに輿入れしたときに側近として同行し、レティーツィアがアーレンスバッハ引き取られたときに側近につけられてアーレンスバッハに戻ってきた。そのため、養父母がすでに亡く実の両親から離れて暮らすレティーツィアにとっては母親代わりの存在である。
貴族らしく神殿への偏見や平民への無知があり、レティーツィアが祈念式への参加を要請されたときは怒ったが、ディートリンデの側にいるよりは安全だと受け入れた。
ランツェナーヴェの侵攻が開始される数日前から行方不明になる。実際にはその時点でもうランツェナーヴェ側に魔石にされていたが、ロスヴィータの身を心配したレティーツィアがフェルディナンドに訴えるためにランツェナーヴェからの玩具を持ち出し、結果としてフェルディナンドに毒を盛るきっかけとなってしまった。
ゼルギウス
声 - 小西克幸
アーレンスバッハの側仕え。レティーツィアが引き取られたときに、母親のロスヴィータとともにドレヴァンヒェルから同行してきた。
アーレンスバッハにやってきたフェルディナンドに側近として付けられた。フェルディナンドの監視役であると同時に、レティーツィア派の貴族たちとの連絡役でもある。
シュトラール
声 - 上田燿司
アーレンスバッハの騎士団長だったが、国境門の警備に関してディートリンデよりもフェルディナンドの意見を優先して警備の騎士を配置したことでディートリンデの不興を買い、騎士団長を解任された。その後、フェルディナンドの護衛騎士として側近に引き立てられる。
ランツェナーヴェの侵攻ではレティーツィア派の貴族たちに隠し部屋に隠れるよう指示した。またローゼマインが領地の礎の魔石を乗っ取ると降伏し、そのままエーレンフェスト側の戦力として連れ去られた貴族たちの救出、ベルケシュトック系騎士の摘発をおこない、アーレンスバッハの騎士団を率いてゲルラッハ防衛戦や貴族院防衛戦にも参戦した。
マルティナ
声 - 中島愛
アーレンスバッハの上級側仕え。ディートリンデの側近でアウレーリアの妹。
主であるディートリンデのことは、レティーツィア派からもゲオルギーネ派からも中継ぎとしか見られないことには哀れに思っているが、同時にその考えなしの言動には内心呆れてもいる。要領の良い部分があり、ディートリンデの言動を諫めて不興を買うようなことはせず、むしろ彼女と調子を合わせている。
姉のアウレーリアについては、せっかくエーレンフェストの騎士団長の息子に嫁いだのに情報の一つも送ってこれない役立たずと見下している。また主の婚約者であるフェルディナンドについても、神殿にいたという経歴から軽んじている。
アルステーデ
声 - 金元寿子
アーレンスバッハの上級貴族で元領主候補生。ゲオルギーネの長女でディートリンデの姉にあたる。
政変により上級貴族に身分に落とした元領主候補生のブラージウスに嫁いでいる。彼との娘であるベネディクタはゲオルギーネ派の貴族たちからディートリンデの次のアウブとなることを期待されている。
主体性がなく母親のいうことに従順なタイプ。レオンツィオに熱を入れ上げたディートリンデの監視役だったが、実際には母親と妹の陰謀に加担していた。
レオンツィオ
声 - 内田雄馬
ランツェナーヴェの王孫にしてアーレンスバッハとの通商と外交における使者。シュタープを持たないため王位継承権はない。
ランツェナーヴェの姫の受け入れをユルゲンシュミット側に申し入れるが、それを拒絶されるとディートリンデを誘惑してランツェナーヴェ側に引き入れる。翌年の領主会議の時期の前にアーレンスバッハに再びやってきて、ディートリンデと組んで中央の貴族院に侵攻をかける。ディートリンデとしては次期ツェントの後ろ盾としてランツェナーヴェを選びレオンツィオを王配とするつもりだったが、レオンツィオはシュタープを手に入れてランツェナーヴェの王になるためにディートリンデを利用しているにすぎなかった。
ジェルヴァージオ
声 - 玄田哲章
ランツェナーヴェの王族。幼名はテルツァ。ユルゲンシュミットの傍系王族として育てられ、シュタープを入手して次の王としてランツェナーヴェに返された経歴を持つ。
もともとランツェナーヴェはユルゲンシュミットの王族が作った国であり、ユルゲンシュミットへの侵攻では帰還を望む貴族たちを率いていた。エアヴェルミーンからグルトリスハイトを授かる最中にローゼマインの妨害にあい、完全なメスティオノーラの書を得ることができなかった。その後ユルゲンシュミット側と戦闘になり、さらにエアヴェルミーンの介入とメスティオノーラの仲裁もあってローゼマインやフェルディナンドとツェントレースを行うことになる。
エアヴェルミーン
声 - 小西克幸
ユルゲンシュミットの建国神話に登場する、元命の神の眷属にして縁結びの神。現在は神の力を失っており、始まりの庭で白い木に姿を変えている。
もともとユルゲンシュミットでは、次期ツェントはエアヴェルミーンからメスティオノーラの書を授かる習わしとなっていた。現在ではグルトリスハイトが失われており、ユルゲンシュミットが崩壊することを案じている。人の話を聞かない傾向があり、ローゼマインは3回エアヴェルミーンに会っているが、3回とも大変な目にあわされている。
メスティオノーラ
声 - 井口裕香
風の女神の眷属にして英知を司る女神。図書館の女神でもあるため、ローゼマインが一番祈りを捧げている。エアヴェルミーンをじじさまと慕っており、ユルゲンシュミットの建国にも関わっている。
エアヴェルミーンとフェルディナンドの仲裁のため、ローゼマインの体を借りて降臨する。その際ローゼマインに体を貸してもらうため、女神の図書館への入室と大切な記憶の封印を行った。
ベルティルデ
声 - 都丸ちよ
エーレンフェストの上級側仕え見習い。ブリュンヒルデの妹。ローゼマインに仕えるためにエルヴィーラの訓練を受け、貴族院入学時に側近に取り立てられた。
カジミアール
エーレンフェストの上級文官で、メルヒオールの側近。ハルトムートの後任として神官長に就任し、神殿長となったメルヒオールを支える。
フェアゼーレ
アーレンスバッハの上級側仕え見習いで、レティーツィアの側近。シュトラールの娘。レティーツィアとともにランツェナーヴェに攫われたが、ローゼマインらにより救出された。
ナーエラッヒェ
ジギスヴァルトの第二夫人。義務的な関係であったアドルフィーネと異なり、ジギスヴァルトとは仲良し夫婦。アドルフィーネが嫁いでくる直前に男子をもうけている。この影響でアドルフィーネは輿入れしても新枕が1年延期されていた。
ホレス
エーレンフェストのインク職人。ヨゼフ・ハイディ夫妻がグーテンベルクとして中央に異動することになるため、親方になるために必要なベルーフの資格を取ってインク工房を継ぐことになった。
ディモ
エーレンフェストの木工職人。インゴの弟子。最初の印刷機を作る時にローゼマインが触っても傷つかないように丁寧に板を磨いていた。グーテンベルクとして中央に異動することになる。

## 用語
平民
職人や兵士、商人など。下町に住む、魔力の少ない人間のこと。生産階級に当たる。貴族のいない町や村では、平民の代表が神殿とやりとりして豊穣の儀式などを行う。
身食い（）
貴族並みに強い魔力を宿して生まれてきた平民、および体内に溜まった魔力がその人間の許容量を超えることで体調に異変が生じる症状の名前。
平民には実態を知るものは少なく、知っていても貴族が持つ非常に高価な溜まった魔力をうつすための魔術具が必要であるため、洗礼式までの死亡率はほぼ百パーセントとされている。稀に貴族の養女として迎えられる場合もあるが、生きていくには魔道具を使うために貴族の飼い殺しになる必要がある。
魔力は薄い全属性で、生まれた土地の属性がやや強め。また、他者の魔力に染まりやすい。一般的には時間が経つと相手の魔力の影響は薄れていくが、本来であれば死んでから生じる魔力の塊ができているローゼマインは薄めようとしても非常に薄まりづらい体質。青色巫女の時記憶を探る魔道具を使用するための薬が使われた際フェルディナンドの魔力に完全に染められた状態になってしまっている。

貴族
魔力を持つ人間のこと。舞台となる世界では支配階級に当たる。厳密には貴族院を卒業しシュタープを持つものが貴族。
王族、領主一族、上級、中級、下級の序列があり、階級が上なほど魔力が多い。爵位は伯爵、子爵、男爵の存在が確認されており、それぞれ上級、中級、下級のギーベに対応する。生まれつきの魔力の総量は母親の魔力量によって決まるとされる。
アウブの資格を持つ領主候補生、騎士、側仕え、文官の職務がある。
ツェント
ユルゲンシュミットを治める王の称号。
基本的には王族が代々継いできた。その証が後述のグルトリスハイトになる。ただ脈々とシュタープを介して継いできたため本来の取得方法が失われ、政変が起きグルトリスハイトが失われたことで現王は立場が危うくなっている。
グルトリスハイトの所有者は全属性で貴族院にて祈りを捧げる事でエアヴェルミーンから与えられるが、貴族院防衛戦後に王族の中から全属性で有ったエグランティーヌが中継ぎとして一代限りの魔術具のグルトリスハイトを女神の化身より与えられた。王族の廃止により次期ツェントは競争制になり、大神の加護と属性を増やすことが重要視され神殿を見直すきっかけとなる。
アウブ
各領地を納める領主の称号。 アウブ・(領地名)
ツェントによって土地を下賜され、承認を受ける。
基本的には各領地の領地候補生が継ぐが、領地の礎の魔術を直接奪うことでもなることはできる。
ギーベ
各領地のうち、アウブの直轄地以外の土地の管理を行う貴族の称号。ギーベ・(地名)。

青色神官／青色巫女
魔力量が少なかったり家庭事情などで神殿に預けられた貴族一族の出身者を指す。貴族街から通う者もいればそうでない者もいる。何かしらの理由で実家に戻れる場合もある（政変が理由で実家へ戻ったシキコーザがそれにあたる）。青色の衣を纏うことが出来るのは貴族のみとされている（マインは例外）。平民からすれば貴族のようなものであるため、灰色神官や灰色巫女などに身の回りの世話をさせている。実家からは多少の寄付がされており神殿を運営する資金源となっている。貴族だからと横暴な態度や行動をするのは当たり前。
灰色神官／灰色巫女
神殿に併設されている孤児院から成人した孤児がなる。貴族や平民から蔑まれることが多い。貴族と区別するため灰色の衣を纏う。基本的には青色神官や青色巫女に仕える。仕える人物から指名され側仕えとなるが、仕事内容は仕える人物によりけり。灰色巫女は「花捧げ」と称して貴族に身体を要求されることが多々あったが、ローゼマインが神殿長に就いてからは自発的な場合を除き禁止された。自由に結婚することはできない。その場合は権利を買い取ることで還俗し平民に戻れるが、有能さに応じて価格が上がる。
下町
平民が住む地域。街は城壁で囲まれ、街の外へ出入りするには門を通る必要がある。エーレンフェストでは貴族街との間に神殿がある。
貴族街
直轄地の貴族が住む地域。また、ギーベ達の別荘も存在する。貴族は騎獣で移動をするのが主であるため、下町と比べ目に見える人通りは圧倒的に少ない。
神殿
様々な魔術具があり、魔力を奉納することで様々な儀式を行う施設。礼拝室、聖典を収める図書室、孤児を引き取って育てる孤児院などがある。エーレンフェストでは下町と貴族街の間、アーレンスバッハでは貴族街に位置する。神殿を構成するのは貴族の家の出身の青色神官と元孤児である灰色神官がいるが、儀式を行えるのは魔力を持つ青色神官のみ。最高権力者は神殿長、それに次ぐ役職の者は神官長と呼ばれる。
貴族、平民と両方から忌避の対象とされている。しかし、生活に直結する儀式がある村などでは信仰が深いことがマインから指摘されている。
聖典
魔石で守られ神殿長にしか読むことが出来ないが、神殿長が許可を与えれば神殿長以外でも読むことが出来る。読める範囲は、魔力登録した者と閲覧許可を得た者の魔力の質(推定：属性と祈り)で異なる上、登録者の魔力の質で可読範囲が決まる。条件をクリアした者には、王を選別する魔法陣と王に至る手段を記した文字が読めるようになる。ローゼマインとフェルディナンドは内容を全て読める人物。祝福についての記載もあり、これを使用したローゼマインが中央神殿に呼び出されるきっかけとなる。
聖典の鍵
代々の神殿長に引き継がれている、鍵の魔石に魔力を登録したもののみが使用可能な鍵。聖典の錠と、神殿から礎に入るための扉の錠を開けることができる。礎の魔術と対になっており、聖典と鍵に登録されている魔力が同じであれば聖典は開けるが、礎に繋がる扉はその領地の鍵でなければ開かない。
神具
神殿にある魔力を奉納するための道具。神殿の神具はツェントが領地の礎を設置する際に、聖典とともに作り出される。神々に祈りながら神殿にある神具に魔力を奉納し、一定量を超えると、シュタープで神具が作れるようになる。ただし、シュタープの神具は維持に多大な魔力が必要となる。ローゼマインは神殿の神具はシュタープの神具を作るための補助具のような物と推察している。

洗礼式
七歳の子供を市民として登録し、市民権を付与する儀式。エーレンフェストの下町では、年に四回、季節ごとに神殿で、農村では秋の収穫祭の際に行われる。平民は洗礼式後に見習いとして働き始めることが多い。春・夏・秋生まれの貴族の子供は屋敷に神官を招い行い、冬生まれの貴族の子供は城でのお披露目式で執り行われる。貴族の場合は、洗礼式を行った親が正式な親と扱われる。
成人式
十五歳を迎え成人になったものを祝う儀式。成人を迎えた女性は髪を結い上げるのが決まり。洗礼式同様、エーレンフェストの下町では、年に四回、季節ごとに神殿で、農村では秋の収穫祭の際に行われる。貴族は貴族院の卒業式の一部として実施される。
星結び
結婚を祝う儀式（合同結婚式）。エーレンフェストの下町では夏の3の鐘（9時半〜10時）から神殿で、農村では秋の収穫祭の際に行われる。エーレンフェストの貴族は、下町の星結びと同日の7の鐘（20時）から城で実施される。王族および領主候補は春に行われる領主会議の初日の3の鐘から貴族院の神殿で執り行われる。
星祭り
エーレンフェストの下町で行われる結婚を祝う祭り。神殿での星結びの儀式の後、新郎は男の甲斐性が試され、特にその年に結婚できなかった成人を中心とした住民から投げつけられるタウの実から、新婦を守りながら、新居にたどり着かなければならない。新郎新婦に投げつけるタウの実は色々な人にあたるため、街中で住民同士でもタウの実をぶつけ合うことになる。新郎新婦がいなくなると、広場には祝いの食べ物が並んでみんなで食べ、日暮後は酒が出されて成人だけの祭りとなる。

奉納式
冬の神殿で行われる魔力を小聖杯に込める儀式。
祈念式
青色神官／青色巫女が領地内に派遣されて土地に魔力を満たす儀式。ギーベが治める土地では奉納式で魔力が込められた小聖杯をギーベに渡す。農村では収穫量に直結する。
収穫祭
青色神官／青色巫女、文官が領地内に派遣されて神々へ収穫の感謝を捧げる儀式。洗礼式、成人式、星結び、徴税も行われる。
貴族院
10歳〜15歳の貴族の子供が通う中央にある学校。基本的に冬の間に開校するが、申請によりその他の期間も開けられることがある。卒業した者が貴族として扱われる。
1、2年生は共通科目のみで、3年生以上は領主候補生、騎士、文官、側仕えの専門コースが用意されている。複数コース受講者も少数ながらいる。
祝福
魔石やシュタープなどから魔力を出すだけの行為もしくは神の名の下に祈りを捧げ効力のある加護を得ることを指す。前者は貴族間にて挨拶などで用いられ、後者は神に祈り魔力を奉納することで与えられる神の祝福であり別物と考えられている。加護を得る祝福は本来神に祈りを届けやすくなるシュタープを得なければできないが、ローゼマインは指輪の魔石でも加護を与えることができたため同じものと考えている。
奉納する魔力量によって祝福の効果は変わり、複数の神に一度に祈ると魔力はごっそりと削られて、成功率は著しく落ちる。特に命の神は土の女神を隠すので女神の兄弟神に疎まれて、まとめて祈って成功した例を領主のジルヴェスターでも知らなかった。
加護
神の名の下に祈りを捧げその効果を発揮したものを指す。何の神の加護を授かるかはそれぞれ。その人物の傾向により授かる加護に差異があることが判明する。
ローゼマインは神殿長として大神を含めた多くの神に祈りを捧げていたため多くの加護を授かる。加護を授かることで消費する魔力量に違いが出ることが判明し、エーレンフェストとダンケルフェルガーが主体となって加護についての研究を発表し高評価を受けた。
貴族院で三年生になると加護の取得の実技がある。自分の属性の大神と、自分がしっかりと祈りを捧げた眷属神からは加護が得られやすい。卒業式に加護の取得を再び行い、前回足りなかった加護の再取得を行う。神に祈りを捧げ必要な準備や手順を踏めばもう一度再取得ができることをローゼマインは突き止める。
魔力圧縮
魔力を押し縮め、嵩を減らすことで、魔力最大量を増加させる方法。基本的には、魔力の制御がある程度コントロールできる位に成長した、貴族院に入ってから習う。全身に魔力を行き渡らせ、それを精神力で抑え込んでいくのは死の危険と隣合わせ。
ローゼマイン式魔力圧縮法
青色巫女見習いとなる前のマインが、体の中で暴れる熱（魔力）を押さえ込んでいたことが始まり。三段階で圧縮を行い、一般的な魔力圧縮法より多くの魔力を格納でき、一般的な魔力圧縮と異なり成長が止まっている大人でも魔力を伸ばすことができる。保護者達から求められ、エーレンフェストの首脳陣6人の同意を得た貴族でかつ、ローゼマインと敵対しないことなどの契約魔法を結ぶ条件で、講義することになった。また、ローゼマインは貴族院の魔力圧縮の試験中に四段階の圧縮に成功する。

ユレーヴェ
仮死状態や魔石化の毒薬を浴びるなど体内に出来た魔石を溶かす為の青い液状の薬。飲むまたは体ごと浸かることによって効果を発揮する。薬の素材は、春夏秋冬それぞれの季節に本人が採る必要があり、本人や採集環境の魔力的条件により質が変わる。上級貴族は貴族院にいる間に予め作り常時携帯する常備薬である。薬に浸かった場合は生命活動が著しく低下した状態でしばらくの期間意識を失う。
シュタープ
自分の魔力を最も効率よく扱うための道具。一生に一度だけ、貴族院の最奥の間から通じる洞窟で取得できる「神の意思」と呼ばれる魔石を体に取り込む事で使えるようになる。ローゼマインの貴族院入学から10年くらい前は三年生でシュタープを取得していたが、政変後は入学とほぼ同時期に取得するようになった。ローゼマインが聖典を解読した結果、神の加護を受けてから取得するほうが良いことが判明し、ローゼマインが四年生時の新入生からは三年次に行うように変わった。
魔石
魔獣を討伐したり、魔木の実や魔魚の鱗に魔力を込めることで得られる石。魔力を蓄積することができる。飽和するほど魔力を流し込むと金粉化する。他国では弱い魔物からとれるクズ魔石すらろくに取れないため、外国との主要な交易品となっている。
魔木（）
魔力を宿し特性を持った樹木のこと。種類によっては討伐するために騎士団が必要になる場合もある。ローゼマインは魔木の特性（トロンベなら燃えにくい特性を持つ）を利用して製紙し、魔木の特性を持った紙を作り出すことに成功する。魔力を必要としない魔術具として注目を集める。
魔獣
魔力を持つ獣。死ぬと魔力が固まり魔石となるため、魔石以外の素材を得る場合は瀕死状態にする必要がある。通常の獣と魔獣は平民と貴族くらい差がある。
魔獣同士で捕食し合ったり、魔木を食べるなどで魔力を得て成長、場合により進化する。魚型の魔獣は魔魚と呼ばれる場合もある。
魔剣
最初はナイフ程の刀身で自らの魔力を注いで成長させる魔術具であり武器。魔剣には属性の適性が付き、その適性によって魔物が倒しやすくなったり加護を授かりやすくなったりする。
騎獣
貴族が魔石を変化させて造る飛行できる乗り物。従来は騎乗型だったが、ローゼマインが貴族院でスカートでも乗り込める乗り込み型を公表してからは、女性を中心に乗り込み型を作る者もでてきている。
ディッター
騎士見習いの訓練のための競技。魔獣を狩る訓練のための速さを競うディッターや、領地の礎の争奪の模擬戦の宝盗りディッターなどいくつかの種類がある。
嫁取りディッター、嫁盗りディッター
ダンケルフェルガー独自のディッターで、両想いなのに親から結婚の許可が出ない場合に行うのが嫁取りディッター、結婚の意思がない相手を無理矢理奪うために行うのが嫁盗りディッターという違いがある。
礎
正確には礎の魔術。国や領地を維持する魔力の源となる巨大な魔石の魔術具。通常は城にある供給の間から魔力を供給される。供給の間には入り口に7つの魔石をはめる事が出来、領主一族及び領主候補生7人まで同時に入ることが出来る。登録の魔石は幾らでも作れるので大領地は交代要員がたくさん居る。本来の場所は秘匿されており領主のみ隠し通路から入る事が出来る。ユルゲンシュミットの礎は貴族院各領地の礎は神殿に有りそれぞれの図書館にあるメスティオノーラの像が直接入れる裏口で聖典の鍵が無いと入れない。領主が常に魔力で満たして置くことで領地や領主の作る白の建物を維持する事が出来る。つまりこの礎を魔力で染めた者がその領地の領主であり、領主一族以外の者にこの礎を染められると領地を乗っ取られたり魔力枯渇すると領地は砂漠の様になる。その戦いを競技化したのが宝取りディッターである。
グルトリスハイト
グルトリスハイトは、英知の女神メスティオノーラが持つ最古の聖典であり、初代ツェントが書き写すことを許されたと伝えられるツェントの象徴である書物。メスティオノーラの書とも呼ばれる。
本来のグルトリスハイトは、シュタープをメスティオノーラの書に変化させるための呪文。時代とともに肥大化していく本来のメスティオノーラの書をもらすことなく取り込むことは困難であるため、ツェントの執務で必要な情報をまとめたマニュアル本的なグルトリスハイトが作られ、エアヴェルミーンからメスティオノーラの書を授かったツェント候補はグルトリスハイトから自分の聖典に不足している内容を書き写していた。メスティオノーラの書を得なくても、グルトリスハイトの内容を取得できれば十分であることに気付いた候補がいたことで、手間のかけてメスティオノーラの書を得ることが敬遠されるようになり、メスティオノーラの書の取得方法が忘れられていく。後継争いに辟易としたツェントが自らの一族（王族）だけがグルトリスハイトを閲覧できるように制限する。さらに属性の欠けた王族でも取得可能な魔術具のグルトリスハイトが作られ、グルトリスハイトを王族がシュタープで引き継ぐようになったことでグルトリスハイトの取得方法も失伝してしまう。病床にあった当時のツェントからグルトリスハイトを受け継いだ第二王子が政変で殺害されてしまい、グルトリスハイトの行方が分からなくなっている。
メスティオノーラの書
本来のメスティオノーラの書はツェント候補の条件を満たした者がエアヴェルミーンから授けられるメスティオノーラの英知。一定以上の魔力を持った貴族が死んで魔石になった時、その者の知識がメスティオノーラ英知に加わっていく。元々は自力でメスティオノーラの書を得た候補の中からツェントが選ばれていた。

政変
十数年前に発生したツェント継承をめぐる国を二分した争い。当時のツェントからグルトリスハイトを受け継いだ第二王子を、第一王子が殺害したことで勃発。第一王子と第三王子の争いになり、共に亡くなったあとは、それぞれの後ろ盾が第四王子と第五王子についてさらに対立が激化した。最終的に第五王子だったトラオクヴァールが勝利してツェントに就いた。グルトリスハイトは失われたことで、現在のツェントはグルトリスハイトのないユンゲンシュミットの統治を余儀なくされ、様々な無理が出てきている。また、大規模な粛清が行われたことで貴族が減少し、魔力不足が深刻化している。
グーテンベルク
本を印刷・出版するために中心となっている人達にローゼマインがつけた称号。活版印刷を発明した偉人ヨハネス・グーテンベルクに由来する。
名捧げ（名を捧げる）
名を刻んだ名捧げの石を渡し、相手に自らの生殺与奪を委ねる行為。絶対的な忠誠を示すために主に捧げたり、生涯の愛を誓い合うために結婚相手と交換する。実行する者は少なく、通常は立会人のもとで人知れず行われる。
アダルジーザの実
アダルジーザとは、ランツェナーヴェから初めて献上された姫の名前。ランツェナーヴェから献上された姫から生まれた子供をアダルジーザの実という。女子ならばユルゲンシュミットの姫として育てられるが、男子だった場合、魔力が最も高い1人をシュタープを取らせてからランツェナーヴェに返すが、それ以外の男子は父親に引き取られない限り洗礼式前に処分される。処分の結果できる魔石の所有権はランツェナーヴェにあるため、男子を返してからも姫は子供づくりに励むことになる。
ヴェローニカ派
エーレンフェストの派閥の一つ。ヴェローニカが幽閉され、権勢を落としてからは旧ヴェローニカ派と呼ばれる。
アーレンスバッハから輿入れしてきたガブリエーレが作り上げ、アウブの第一夫人になったヴェローニカが引き継いだ。ヴェローニカが幽閉されるまではエーレンフェストにおける主流の派閥だった。ジルヴェスターやヴィルフリートの支持派閥でもあるが、ヴィルフリートを白の塔へ誘い込んだり領主候補生を襲撃したりなど問題行動が多く、アーレンスバッハの第一夫人であるゲオルギーネと通じている者もいるためエーレンフェストの首脳陣からは警戒されている。裏切らない臣下を作るためにガブリエーレがアーレンスバッハから名捧げを強要する慣習を持ち込んだため、中核となる貴族にはヴェローニカやゲオルギーネに名捧げしている者が多い。
フロレンツィア派
エーレンフェストの派閥の一つ。フロレンツィアやフェルディナンドなどヴェローニカに迫害されている者たちを守るため、エルヴィーラが中心となってまとめ上げた。シャルロッテやメルヒオールなどが属する。ライゼガング系貴族とは構成員が重なるが、全く同じわけではない。
製紙業や印刷業にも積極的で、現在のアウブの方針に一番忠実な派閥と言える。フェルディナンドのファンクラブとしての側面もあり、エルヴィーラの趣味からフェルディナンドをモデルとした恋愛小説を（本人に隠れて）作成している。次期アウブの支持に関しては特に明言されておらず、フロレンツィアの子供なら誰でもよい立場だと思われる。
ライゼガング系
エーレンフェストの派閥の一つ。ライゼガング派とも。ギーベ・ライゼガングを中心に、婚姻と血族によってまとめ上げている。ボニファテウスなどが属する。カルステッド、エルヴィーラ、ブリュンヒルデらはライゼガング系の出身である。
ガブリエーレが輿入れしてくるまではエーレンフェストの主流派閥であったが、それ以降はヴェローニカ派に権勢を抑えられていた。そのためシャルロッテを次期アウブに擁立してヴィルフリートを廃嫡に追い込むという陰謀を企てていたこともある。ローゼマインがアウブの養子になってからは、ライゼガング系出身のローゼマインの支持派閥として活動を始め、ローゼマインをアウブにするために無理難題を領主一族に持ち込むようになった。保守的な者たちが多く、エーレンフェストが順位をあげて上位領地として扱われることについてこれない大人も多い。

### 国家・領地
ユルゲンシュミット
本作の舞台となるツェントを中心とした封建制の王政国家。白い砂に覆われた大地にできた円形の国土をもつ。国や領地に魔力を注がないと国そのものが維持できないため、より大きな魔力を持つ家柄の人間ほど身分の高い貴族として扱われる。その実態はエアヴェルミーンの結界によって外界から隔離された箱庭。かつて人間扱いされず資源として消費され滅びかけた魔力持ちの嘆きを聞き入れたエアヴェルミーンが彼らを保護するために作りあげた。
政変前は25の領地があったが、政変後は21の領地となっている。ただし、グルトリスハイトが失われたことで領地の線引きができないため、4つの廃領地は他領に組み込むことができず、無理に管理している状態となっている。
エーレンフェスト
本作の主要な舞台となる中領地、あるいは街（領都）。舞台はエーレンフェストという領地のエーレンフェストという街で、日本風に言うとエーレンフェスト県のエーレンフェスト市。
領地の広さの割に人口が少ない。政変前は最下位争いをしていたが、政変では中立の立場だったことで、順位を真ん中ほどまで上げた。勝ち組の領地からは政変で何もしなかったために負け組のように思われ、負け組領地からは何もしなかったのに順位を上げたことを疎まれている。
ローゼマインの取り組みが功を奏し、ローゼマインが貴族院入学時点で13位だった順位は、その年の領主会議で10位、翌年の領主会議で8位と急速に上げた。そのことでもアウブの悪評が広がっている。
中央
王族の住まう領地。王族の離宮と貴族院は繋がっているためそこから通っている。
クラッセンブルク
順位1位の大領地。ユルゲンシュミット成立から存在する。現ツェントを王位に着かせるために後押ししたことから王族への発言権が一番強い。
ダンケルフェルガー
順位2位の大領地。ユルゲンシュミット成立から存在する。初代アウブはツェントの剣となることを初代ツェントに誓ったと伝えられている。騎士コースを希望するものが多く、選考に漏れても騎士並の訓練を積む武寄りの文官、武寄りの側仕えが量産されている。ランツェナーヴェからユルゲンシュミットを守った功績で1位となった。
ドレヴァンヒェル
順位3位の大領地。研究熱心な文官が多い。本編終了時に元王族の領地が出来たことで5位となる。嫁盗りディッターに参加してハンネローレを得ようしているが、アウブ同士の話し合いで共闘してコリンツダウムに対抗しようとしている。
アーレンスバッハ
順位6位の大領地。政変後は唯一国境門が開かれている。領地が海に面しているため海産物が取れる。ヴェローニカ派の背後におり、エーレンフェストの領主一族が警戒する。
フレーベルターク
順位15位(ローゼマイン貴族院1年時点)の中領地。政変の折、負けた王族側についていたことから前領主は処刑され順位を落とした。現在の領主と第一夫人はフロレンツィアの兄とジルヴェスターの姉。
ベルケシュトック
政変で廃領地となった大領地。ダンケルフェルガーとアーレンスバッハが分割管理しているが、自領と同じように管理できない状態。アーレンスバッハ管理分の魔力をベーゼヴァンスがゲオルギーネに融通していたが、ベーゼヴァンスの処刑後は融通されなくなったことで、旧ベルケシュトックのアーレンスバッハ貴族はエーレンフェストを恨んでいる。
アイゼンライヒ
エーレンフェストの前身となる大領地、のち中領地。ボースガイツという外国に唆されてツェントの簒奪を企てるも、アウブの娘が中央に通報したことで失敗する。通報した娘がアウブとなって領地は存続することになったが、国境門が閉鎖、領地はフレーベルタークとに分轄、鉱山のある地域をクラッセンブルクに割譲されて中領地となる。主要な貴族が処刑され、鉱山や外国との交易という主要産業を失って衰退しているにも関わらず、次期アウブを巡って領地が二分していることを悲観したアウブはツェントへ地位を返上、初代アウブ・エーレンフェストが新たな領主となってエーレンフェストが成立した。
アレキサンドリア
アーレンスバッハの礎を押さえたローゼマインがアウブとなり、改称した大領地。エーレンフェストに攻め込んだのが旧ベルケシュトックの貴族達であったため、アーレンスバッハが管理していた旧ベルケシュトックの土地はローゼメインの側近達の意向で組み入れられなかった。旧アーレンスバッハが犯した反逆の罪をローゼマインの功績で相殺して順位は6位に据え置かれている。世界中のあらゆる分野の書物を集める図書館都市であった古代都市アレクサンドリアに由来する。
コリンツダウム
ジギスヴァルトを初代アウブとして成立した中領地。元王族がアウブであるため順位は3位(ハンネローレ貴族院5年時点)に置かれたが、維持できないと考えられている。1位となったダンケルフェルガーと関係を持つことで影響力を高めるべく嫁盗りディッターに参加してハンネローレを狙っている。

ランツェナーヴェ
アーレンスバッハと交易をしている外国。現在は国境門の開閉ができないため、唯一ユルゲンシュミットと国交のある外国でもある。砂糖と香辛料が特産品。
次期ツェントの継承から外れた王族の1人が従者を引き連れて出奔し、グルトリスハイトを使って打ち立てた国家である。そのため国家の維持にシュタープが必要であるが、ユルゲンシュミットの貴族でないとシュタープが取れないため、何十年に一度、姫を数人ユルゲンシュミットに献上し、生まれてきた男子の1人を傍系王族としてシュタープをとらせてから、次の王として迎えることで国を維持している。魔力持ちの王族と魔力を持たない現地人で構成されるが、魔力に対抗する様々な術が開発されているため王族の立場は危うくなっており、王族は魔力を生み出す道具のような扱いになってしまっている。

## 作風・制作背景
本作は登場人物の名前や固有名詞がドイツ風となっているが、これは作者が当初考えていたアイディアの1つが「中世ヨーロッパの山奥の田舎」をイメージしたものであり、その設定をそのまま流用したものである。
元々子育てをしていた作者は、自身の子供が幼稚園に通うようになり時間に余裕ができたため、小説を書き始めることとなる。作者はWEB小説を読んでいた際に発見したゲームの二次創作小説に興味を持ち、自身もそのゲームの二次小説を書いていくうちに、設定やキャラクターの制限に物足りなさを感じ、オリジナルの内容を書き始めるようになる。内容については複数のプロットを考えており、どれにするか悩んでいたが、最終的にそれらのプロットを「本と図書館」というテーマで纏めることで本作が出来上がった。

## 評価

### 売上
2024年8月時点で電子版を含めたシリーズ累計部数は1100万部を突破している。

### 批評
評論家の飯田一史は作中に、時代による書物観の違いや権力構造も変えうる本の力が描かれていることを見出し、「人類にとって書物とは何だったのか」を改めて気づかせてくれたと評価している。また、Web小説という媒体で書籍への愛着を語り、読者がそれをWeb上で読むことに特異性があるとし、「ウェブネイティヴな作品で言われるからこそ紙の本への憧れが際立つ」と批評している。さらに、作品の時代性について、「デジタルデータでテキストを読み書きする時代になったからこそ、匂いと手触りのある本が、想像の世界でも価値あるものとされる」と述べている。
ゲームライター・編集者の石井ぜんじは、「神々と魔法が存在する世界」の社会構造が細部まで丁寧に描かれており、その中で「家族間の情愛」「様々な人間模様」が巧みに描かれていると評価している。また、本作は女性が主人公であり、内容的にも女性向け作品となっているにもかかわらず、恋愛描写に乏しい（とりわけマインの恋愛描写は乏しい）という点が異質であるとも述べている。

### 受賞・ランキングなど
『このライトノベルがすごい!』単行本・ノベルズ部門では、2017年版で5位、2018年版・2019年版で1位、2020年版・2021年版で2位、2022年版で2位、2023年版で1位を獲得し、殿堂入りを果たした。2020年版で発表された「2010年代総合ランキング」でも第7位（単行本・ノベルズ部門の作品としては最上位）に入った。
「ピッコマAWARD 2023」ではノベル部門で受賞した。「第3回次にくるマンガ大賞」Webマンガ部門では本作のコミカライズ版が3位を獲得した。
アニメイトタイムズが読者アンケートを基に発表した「おすすめラノベランキング2021」と題した年間ランキングでは4位を獲得している。
2025年、第56回星雲賞の日本長編部門を受賞した。

## 既刊一覧

### 小説

#### 単行本
| 巻数    | サブタイトル                       | 第1刷発行日   | 発売日         | ISBN                                                                     |
| ------- | ---------------------------------- | ------------- | -------------- | ------------------------------------------------------------------------ |
| 1       | 第一部「兵士の娘I」                | 2015年2月1日  | 2015年1月25日  | 978-4-86472-342-8                                                        |
| 2       | 第一部「兵士の娘II」               | 2015年3月1日  | 2015年2月25日  | 978-4-86472-347-3                                                        |
| 3       | 第一部「兵士の娘III」              | 2015年7月1日  | 2015年6月25日  | 978-4-86472-397-8                                                        |
| 4       | 第二部「神殿の巫女見習いI」        | 2015年10月1日 | 2015年9月25日  | 978-4-86472-424-1                                                        |
| 5       | 第二部「神殿の巫女見習いII」       | 2016年1月1日  | 2015年12月25日 | 978-4-86472-447-0                                                        |
| 6       | 第二部「神殿の巫女見習いIII」      | 2016年4月1日  | 2016年3月25日  | 978-4-86472-473-9                                                        |
| 7       | 第二部「神殿の巫女見習いIV」       | 2016年7月1日  | 2016年6月10日  | 978-4-86472-492-0                                                        |
| 8       | 第三部「領主の養女I」              | 2016年10月1日 | 2016年9月10日  | 978-4-86472-521-7                                                        |
| 9       | 第三部「領主の養女II」             | 2017年1月1日  | 2016年12月10日 | 978-4-86472-540-8                                                        |
| 10      | 第三部「領主の養女III」            | 2017年4月1日  | 2017年3月10日  | 978-4-86472-562-0                                                        |
| 11      | 第三部「領主の養女IV」             | 2017年7月1日  | 2017年6月10日  | 978-4-86472-586-6                                                        |
| 12      | 第三部「領主の養女V」              | 2017年10月1日 | 2017年9月9日   | 978-4-86472-600-9 978-4-86472-599-6 （ドラマCD＆書き下ろし短編付き）     |
| 13      | 第四部「貴族院の自称図書委員I」    | 2018年1月1日  | 2017年12月9日  | 978-4-86472-634-4                                                        |
| 14      | 第四部「貴族院の自称図書委員II」   | 2018年4月1日  | 2018年3月10日  | 978-4-86472-669-6                                                        |
| 15      | 第四部「貴族院の自称図書委員III」  | 2018年7月1日  | 2018年6月9日   | 978-4-86472-686-3 978-4-86472-685-6 （ドラマCD2＆書き下ろし短編付き）    |
| 16      | 第四部「貴族院の自称図書委員IV」   | 2018年10月1日 | 2018年9月10日  | 978-4-86472-724-2                                                        |
| 外伝1   | 貴族院外伝 一年生                  | 2018年11月1日 | 2018年10月10日 | 978-4-86472-732-7                                                        |
| 17      | 第四部「貴族院の自称図書委員V」    | 2019年1月1日  | 2018年12月10日 | 978-4-86472-764-8                                                        |
| 18      | 第四部「貴族院の自称図書委員VI」   | 2019年4月1日  | 2019年3月9日   | 978-4-86472-788-4                                                        |
| 19      | 第四部「貴族院の自称図書委員VII」  | 2019年7月1日  | 2019年6月10日  | 978-4-86472-814-0 978-4-86472-813-3 （ドラマCD3＆書き下ろし短編付き）    |
| 20      | 第四部「貴族院の自称図書委員VIII」 | 2019年10月1日 | 2019年9月10日  | 978-4-86472-828-7 978-4-86472-827-0 （DVD付き完全限定版）                |
| 短編集1 | 短編集I                            | 2019年11月1日 | 2019年10月10日 | 978-4-86472-852-2                                                        |
| 21      | 第四部「貴族院の自称図書委員IX」   | 2020年1月1日  | 2019年12月10日 | 978-4-86472-855-3 978-4-86472-854-6 （ドラマCD4＆書き下ろし短編付き）    |
| 22      | 第五部「女神の化身I」              | 2020年4月1日  | 2020年3月10日  | 978-4-86472-923-9 978-4-86472-854-6 （BD＆書き下ろし短編付き完全限定版） |
| 23      | 第五部「女神の化身II」             | 2020年7月1日  | 2020年6月10日  | 978-4-86699-001-9                                                        |
| 24      | 第五部「女神の化身III」            | 2020年10月1日 | 2020年9月10日  | 978-4-86699-038-5 978-4-86699-039-2 （ドラマCD5＆書き下ろし短編付き）    |
| 25      | 第五部「女神の化身IV」             | 2021年1月1日  | 2020年12月10日 | 978-4-86699-089-7                                                        |
| 26      | 第五部「女神の化身V」              | 2021年5月1日  | 2021年4月10日  | 978-4-86699-133-7                                                        |
| 27      | 第五部「女神の化身VI」             | 2021年9月1日  | 2021年8月10日  | 978-4-86699-241-9 978-4-86699-242-6 （ドラマCD6＆書き下ろし短編付き）    |
| 28      | 第五部「女神の化身VII」            | 2022年1月1日  | 2021年12月10日 | 978-4-86699-380-5                                                        |
| 短編集2 | 短編集II                           | 2022年4月1日  | 2022年3月10日  | 978-4-86699-412-3                                                        |
| 29      | 第五部「女神の化身VIII」           | 2022年5月1日  | 2022年4月9日   | 978-4-86699-413-0 978-4-86699-414-7 （ドラマCD7＆書き下ろし短編付き）    |
| 30      | 第五部「女神の化身IX」             | 2022年9月1日  | 2022年8月10日  | 978-4-86699-520-5 978-4-86699-519-9 （ドラマCD8＆書き下ろし短編付き）    |
| 31      | 第五部「女神の化身X」              | 2023年1月1日  | 2022年12月10日 | 978-4-86699-718-6                                                        |
| 32      | 第五部「女神の化身XI」             | 2023年6月1日  | 2023年5月10日  | 978-4-86699-836-7 978-4-86699-835-0 （ドラマCD9＆書き下ろし短編付き）    |
| 33      | 第五部「女神の化身XII」            | 2024年1月1日  | 2023年12月9日  | 978-4-86794-022-8 978-4-86794-023-5 （ドラマCD10＆書き下ろし短編付き）   |
| 短編集3 | 短編集III                          | 2025年1月1日  | 2024年12月10日 | 978-4-86794-379-3                                                        |

#### 児童書版
| 巻数 | サブタイトル             | 第1刷発行日  | 発売日        | ISBN              |
| ---- | ------------------------ | ------------ | ------------- | ----------------- |
| 1    | 第一部 兵士の娘1         |              | 2019年7月1日  | 978-4-86472-825-6 |
| 2    | 第一部 兵士の娘2         |              | 2019年10月5日 | 978-4-86472-851-5 |
| 3    | 第一部 兵士の娘3         |              | 2020年4月1日  | 978-4-86472-940-6 |
| 4    | 第一部 兵士の娘4         |              | 2020年6月1日  | 978-4-86699-000-2 |
| 5    | 第一部 兵士の娘5         |              | 2020年10月1日 | 978-4-86699-055-2 |
| 6    | 第一部 兵士の娘6         |              | 2021年4月1日  | 978-4-86699-172-6 |
| 7    | 第一部 兵士の娘 短編集   | 2021年7月1日 | 2021年7月1日  | 978-4-86699-243-3 |
| 8    | 第二部 神殿の巫女見習い1 |              | 2021年7月1日  | 978-4-86699-244-0 |
| 9    | 第二部 神殿の巫女見習い2 |              | 2021年10月1日 | 978-4-86699-341-6 |
| 10   | 第二部 神殿の巫女見習い3 |              | 2021年12月1日 | 978-4-86699-379-9 |
| 11   | 第二部 神殿の巫女見習い4 |              | 2022年4月1日  | 978-4-86699-411-6 |
| 12   | 第二部 神殿の巫女見習い5 |              | 2022年6月1日  | 978-4-86699-529-8 |
| 13   | 第二部 神殿の巫女見習い6 |              | 2022年9月1日  | 978-4-86699-655-4 |
| 14   | 第二部 神殿の巫女見習い7 |              | 2023年3月1日  | 978-4-86699-771-1 |
| 15   | 第二部 神殿の巫女見習い8 |              | 2023年8月1日  | 978-4-86699-908-1 |
| 16   | 第三部 領主の養女1       |              | 2023年11月1日 | 978-4-86699-984-5 |
| 17   | 第三部 領主の養女2       |              | 2024年5月1日  | 978-4-86794-174-4 |
| 18   | 第三部 領主の養女3       |              | 2024年10月1日 | 978-4-86794-319-9 |
| 19   | 第三部 領主の養女4       |              | 2025年3月1日  | 978-4-86794-485-1 |

#### 番外編
| 巻数 | サブタイトル                 | 第1刷発行日  | 発売日        | ISBN                                                                |
| ---- | ---------------------------- | ------------ | ------------- | ------------------------------------------------------------------- |
| 1    | ハンネローレの貴族院五年生I  | 2024年9月1日 | 2024年8月10日 | 978-4-86794-274-1 978-4-86794-278-9（ドラマCD&書き下ろし短編付き）  |
| 2    | ハンネローレの貴族院五年生II |              | 2025年8月10日 | 978-4-86794-651-0 978-4-86794-655-8（ドラマCD2&書き下ろし短編付き） |

### 漫画

#### 第一部
| 巻数 | サブタイトル                           | 第1刷発行日   | 発売日         | ISBN              |
| ---- | -------------------------------------- | ------------- | -------------- | ----------------- |
| 1    | 第一部「本がないなら作ればいい！I」    | 2016年7月1日  | 2016年6月25日  | 978-4-86472-495-1 |
| 2    | 第一部「本がないなら作ればいい！II」   | 2016年8月1日  | 2016年7月10日  | 978-4-86472-499-9 |
| 3    | 第一部 「本がないなら作ればいい！III」 | 2016年12月1日 | 2016年11月10日 | 978-4-86472-533-0 |
| 4    | 第一部 「本がないなら作ればいい！IV」  | 2017年3月1日  | 2017年2月25日  | 978-4-86472-554-5 |
| 5    | 第一部 「本がないなら作ればいい！V」   | 2017年8月1日  | 2017年8月1日   | 978-4-86472-602-3 |
| 6    | 第一部 「本がないなら作ればいい！VI」  | 2018年3月1日  | 2018年2月24日  | 978-4-86472-664-1 |
| 7    | 第一部 「本がないなら作ればいい！VII」 | 2018年8月1日  | 2018年8月1日   | 978-4-86472-720-4 |

#### 第二部
| 巻数 | サブタイトル                           | 第1刷発行日   | 発売日         | ISBN              |
| ---- | -------------------------------------- | ------------- | -------------- | ----------------- |
| 1    | 第二部「本のためなら巫女になる！I」    | 2019年5月1日  | 2019年4月25日  | 978-4-86472-801-0 |
| 2    | 第二部「本のためなら巫女になる！II」   | 2019年10月5日 | 2019年10月5日  | 978-4-86472-853-9 |
| 3    | 第二部「本のためなら巫女になる！III」  | 2020年4月1日  | 2020年4月1日   | 978-4-86472-941-3 |
| 4    | 第二部「本のためなら巫女になる！IV」   | 2020年10月1日 | 2020年10月1日  | 978-4-86699-056-9 |
| 5    | 第二部「本のためなら巫女になる！V」    | 2021年5月1日  | 2021年4月15日  | 978-4-86699-203-7 |
| 6    | 第二部「本のためなら巫女になる！VI」   | 2021年11月1日 | 2021年10月15日 | 978-4-86699-346-1 |
| 7    | 第二部「本のためなら巫女になる！VII」  | 2022年5月1日  | 2022年4月15日  | 978-4-86699-416-1 |
| 8    | 第二部「本のためなら巫女になる！VIII」 | 2022年12月1日 | 2022年12月1日  | 978-4-86699-689-9 |
| 9    | 第二部「本のためなら巫女になる！IX」   |               | 2023年6月1日   | 978-4-86699-855-8 |
| 10   | 第二部「本のためなら巫女になる！X」    | 2024年1月1日  | 2023年12月15日 | 978-4-86794-029-7 |
| 11   | 第二部「本のためなら巫女になる！XI」   | 2024年8月1日  | 2024年7月16日  | 978-4-86794-244-4 |
| 12   | 第二部「本のためなら巫女になる！XII」  | 2025年3月1日  | 2025年2月15日  | 978-4-86794-455-4 |

#### 第三部
| 巻数 | サブタイトル                        | 第1刷発行日   | 発売日         | ISBN                                                                           |
| ---- | ----------------------------------- | ------------- | -------------- | ------------------------------------------------------------------------------ |
| 1    | 第三部 「領地に本を広げよう！I」    | 2019年2月1日  | 2019年2月1日   | 978-4-86472-784-6                                                              |
| 2    | 第三部 「領地に本を広げよう！II」   | 2019年1月1日  | 2019年12月14日 | 978-4-86472-881-2                                                              |
| 3    | 第三部 「領地に本を広げよう！III」  | 2020年7月1日  | 2020年6月15日  | 978-4-86699-003-3                                                              |
| 4    | 第三部 「領地に本を広げよう！IV」   | 2021年6月1日  | 2021年5月15日  | 978-4-86699-220-4 978-4-86699-226-6 （プログラム＆姿絵ポストカードセット付き） |
| 5    | 第三部 「領地に本を広げよう！V」    |               | 2022年3月15日  | 978-4-86699-415-4                                                              |
| 6    | 第三部 「領地に本を広げよう！VI」   |               | 2023年2月15日  | 978-4-86699-768-1                                                              |
| 7    | 第三部 「領地に本を広げよう！VII」  | 2023年10月1日 | 2023年9月15日  | 978-4-86699-946-3                                                              |
| 8    | 第三部 「領地に本を広げよう！VIII」 | 2024年9月1日  | 2024年8月17日  | 978-4-86794-279-6                                                              |
| 9    | 第三部 「領地に本を広げよう！IX」   |               | 2025年7月15日  | 978-4-86794-628-2                                                              |

#### 第四部
| 巻数 | サブタイトル                              | 第1刷発行日   | 発売日         | ISBN              |
| ---- | ----------------------------------------- | ------------- | -------------- | ----------------- |
| 1    | 第四部 「貴族院の図書館を救いたい！I」    | 2021年4月1日  | 2021年3月15日  | 978-4-86699-132-0 |
| 2    | 第四部 「貴族院の図書館を救いたい！II」   | 2021年8月1日  | 2021年7月15日  | 978-4-86699-249-5 |
| 3    | 第四部 「貴族院の図書館を救いたい！III」  | 2021年12月1日 | 2021年11月25日 | 978-4-86699-350-8 |
| 4    | 第四部 「貴族院の図書館を救いたい！IV」   | 2022年6月1日  | 2022年5月14日  | 978-4-86699-512-0 |
| 5    | 第四部 「貴族院の図書館を救いたい！V」    | 2022年12月1日 | 2022年11月15日 | 978-4-86699-690-5 |
| 6    | 第四部 「貴族院の図書館を救いたい！VI」   | 2023年6月1日  | 2023年5月15日  | 978-4-86699-847-3 |
| 7    | 第四部 「貴族院の図書館を救いたい！VII」  | 2023年12月1日 | 2023年11月15日 | 978-4-86794-001-3 |
| 8    | 第四部 「貴族院の図書館を救いたい！VIII」 | 2024年6月1日  | 2024年5月15日  | 978-4-86794-177-5 |
| 9    | 第四部 「貴族院の図書館を救いたい！IX」   | 2025年1月1日  | 2024年12月14日 | 978-4-86794-381-6 |
| 10   | 第四部 「貴族院の図書館を救いたい！X」    | 2025年5月1日  | 2025年4月15日  | 978-4-86794-539-1 |

### ファンブック
※書籍版はTOブックスオンラインストア限定のためISBN番号を持たない。
| 巻数 | タイトル                    | 発売日         |
| ---- | --------------------------- | -------------- |
| 1    | 本好きの下剋上ふぁんぶっく  | 2016年12月20日 |
| 2    | 本好きの下剋上ふぁんぶっく2 | 2017年12月9日  |
| 3    | 本好きの下剋上ふぁんぶっく3 | 2018年11月10日 |
| 4    | 本好きの下剋上ふぁんぶっく4 | 2019年11月9日  |
| 5    | 本好きの下剋上ふぁんぶっく5 | 2020年11月10日 |
| 6    | 本好きの下剋上ふぁんぶっく6 | 2021年11月10日 |
| 7    | 本好きの下剋上ふぁんぶっく7 | 2022年11月10日 |
| 8    | 本好きの下剋上ふぁんぶっく8 | 2023年11月10日 |
| 9    | 本好きの下剋上ふぁんぶっく9 | 2024年11月9日  |

## 関連作品

### ドラマCD
1. 本好きの下剋上〜司書になるためには手段を選んでいられません〜ドラマCD（2017年9月9日）[ド 1]
2. 本好きの下剋上〜司書になるためには手段を選んでいられません〜ドラマCD2（2018年6月9日）[ド 2]
3. 本好きの下剋上〜司書になるためには手段を選んでいられません〜ドラマCD3（2019年6月10日）[ド 3]
4. 本好きの下剋上〜司書になるためには手段を選んでいられません〜ドラマCD4（2019年12月10日）[ド 4]
5. 本好きの下剋上〜司書になるためには手段を選んでいられません〜ドラマCD5（2020年9月10日）[ド 5]
6. 本好きの下剋上〜司書になるためには手段を選んでいられません〜ドラマCD6（2021年8月10日）[ド 6]
7. 本好きの下剋上〜司書になるためには手段を選んでいられません〜ドラマCD7（2022年4月9日）[ド 7]
8. 本好きの下剋上〜司書になるためには手段を選んでいられません〜ドラマCD8（2022年8月10日）[ド 8]
9. 本好きの下剋上〜司書になるためには手段を選んでいられません〜ドラマCD9（2023年5月10日）[ド 9]
10. 本好きの下剋上〜司書になるためには手段を選んでいられません〜ドラマCD10（2023年12月9日）[ド 10]
11. 本好きの下剋上 ハンネローレの貴族院五年生 ドラマCD（2024年8月10日）[ド 11]

#### スタッフ（ドラマCD）
- 原作 - 香月美夜[ド 1][ド 2][ド 3][ド 4][ド 5][ド 6][ド 7][ド 8][ド 9][ド 10][ド 11]
- ジャケットイラスト - 椎名優[ド 1][ド 2][ド 3][ド 4][ド 5][ド 6][ド 7][ド 8][ド 9][ド 10][ド 11]
- 脚本 - 國澤真理子[ド 1][ド 2][ド 3][ド 4][ド 5][ド 6][ド 7][ド 8][ド 9][ド 10][ド 11]
- 脚本協力 - 石山優子（ハンネローレ貴族院五年生ドラマCD）[ド 11]
- 音楽 - 金巻兼一[ド 1][ド 2][ド 3][ド 4][ド 5][ド 6][ド 7][ド 8][ド 9][ド 10][ド 11]
- 録音 - 柴田隆司（スリーエススタジオ）、尹知彗（キャビネット）（第1弾・第2弾）[ド 1][ド 2]→榊枝一也（第3弾〜第10弾）[ド 3][ド 4][ド 5][ド 6][ド 7][ド 8][ド 9][ド 10]→秋元佳奈（ハンネローレ貴族院五年生ドラマCD）[ド 11]
- 効果 - 八十正太（スワラ・プロ）（第1弾・第2弾）[ド 1][ド 2]→倉橋裕宗（第3弾〜第10弾、ハンネローレ貴族院五年生ドラマCD）[ド 3][ド 4][ド 5][ド 6][ド 7][ド 8][ド 9][ド 10][ド 11]
- 録音助手 - 關このみ（スリーエススタジオ）（第1弾）[ド 1]→光山利央（スリーエススタジオ）（第2弾）[ド 2]→秋元佳奈（第3弾〜第10弾）[ド 3][ド 4][ド 5][ド 6][ド 7][ド 8][ド 9][ド 10]→増田祐羽（ハンネローレ貴族院五年生ドラマCD）[ド 11]
- 録音スタジオ - スリーエススタジオ、キャビネット（第1弾・第2弾）[ド 1][ド 2]→プロセンスタジオ（第3弾〜第10弾、ハンネローレ貴族院五年生ドラマCD）[ド 3][ド 4][ド 5][ド 6][ド 7][ド 8][ド 9][ド 10][ド 11]
- 音響制作 - addelement（第1弾・第2弾）[ド 1][ド 2]→岡村信治（株式会社JTB Next Creation）（第3弾〜第6弾）[ド 3][ド 4][ド 5][ド 6]→岡村信治・鈴木美穂（第7弾〜第9弾）[ド 7][ド 8][ド 9]→岡村信治・永井優有（第10弾）[ド 10]→岡村信治・須崎綾（ハンネローレ貴族院五年生ドラマCD）[ド 11]
- 音響協力 - 鈴木久美子（大沢事務所）（第9弾・第10弾）[ド 9][ド 10]→井上泰久（ライトトラックス）（ハンネローレ貴族院五年生ドラマCD）[ド 11]
- 音響監督 - 本山哲（第1弾・第2弾）[ド 1][ド 2]→渡辺淳（第3弾〜第10弾、ハンネローレ貴族院五年生ドラマCD）[ド 3][ド 4][ド 5][ド 6][ド 7][ド 8][ド 9][ド 10][ド 11]
- 制作プロデュース - 鈴木誠二（有限会社エスウッド[注 14]）[ド 1][ド 2][ド 3][ド 4][ド 5][ド 6][ド 7][ド 8][ド 9][ド 10][ド 11]

### オーディオブック
2019年4月19日からオーディオブックサービスのAudibleで、井口裕香の朗読が配信されている。第一部「兵士の娘I」の配信され、シリーズ続巻も順次配信される予定である。

## テレビアニメ
第1期が2019年10月から12月までWOWOWプライムほかにて放送された。第2期は2020年4月から6月まで放送された。第3期は2022年4月から6月まで放送された。

## 朗読劇
『本好きの下剋上朗読イベント2024』として、2024年1月28日に東京・品川インターシティホールで開催。脚本：山崎亮、脚本監修：國澤真理子、演出・舞台監督：アズムプロダクション。前半が朗読劇パート、後半は出演者によるトークパート。

## ミュージカル
2024年10月4日から14日まで東京・品川プリンスホテル ステラボール、11月2日から3日まで大阪・COOL JAPAN PARK OSAKA TTホールにて公演。脚本・作詞：西瓜すいか、演出：野元準也、音楽：中前 "Timo" 智彦、振付：松本稽古。
キャスト
- マイン - 池村碧彩、三浦あかり　※Wキャスト
- ルッツ - 見﨑歩誠、伊奈聖嵐　※Wキャスト
- トゥーリ - 三上さくら、生田志守葉　※Wキャスト
- ギュンター - 田中雄飛
- エーファ - 石橋佑果
- ベンノ - 矢野冬馬
- フリーダ - 松井友梨花、久住星空　※Wキャスト
- オットー - 穴沢裕介
- 神殿長ベーゼヴァンス - 三浦浩一
- 神官長フェルディナンド - 辻憲斗
- アンサンブル - 藤希宙、齋藤大希、佐藤大、立花健人、渡辺千晶、桜井花奈、西尾咲良、大久保舞咲、小安央十和、浅野友希、竹村麻帆、入内島悠平
- アンサンブル（東京公演のみ） - 本木麻由花・枝村羽那・五十川奏乃・小西美月
- 声の出演（本須麗乃／マインの心の声）：井口裕香